# Список найпродаванішої манґи
Манґа (яп. 漫画) — комікси, створені в Японії або японською мовою. У списку наведена лише японська манґа і відсутні манхва, маньхуа чи оригінальна англомовна манґа. Манґа-серіали впорядковані за найвищими показниками продажів їхніх томів, виданих у форматі танкобонів. Нижче наведено найпродаваніші на сьогодні манґа-серіали.

Обкладинка першого тому манґи One Piece (1997).
One Piece є найпродаванішою манґою за кількістю проданих танкобонів.

Більшість манґ спочатку публікуються в журналах, а потім випускаються окремими зібраними томами. У цьому списку враховано лише кількість проданих зібраних томів у форматі танкобон.
Найпродаванішим журналом манґи є Weekly Shōnen Jump, кількість проданих копій якого сягає 7,5 мільярдів.  
Всього в списку налічується 193 франшиз, серед них: 24 — понад 100 мільйонів, 37 — від 50 до 100 мільйонів, 55 — від 30 до 50 мільйонів, 78 — від 20 до 30 мільйонів. Станом на липень 2025 року, 67 франшиз продовжують виходити, 8 — призупинено.
В Україні з наведеного списку видається 9 манґ:
| Манґа-серіал              | Видавець  | Кількість томів | Роки видання |
| ------------------------- | --------- | --------------- | ------------ |
| «Сталевий алхімік»        | Наша ідея | 6               | 2022–дотепер |
| «Токійські месники»       | Наша ідея | 11              | 2022–дотепер |
| «Синя тюрма»              | Наша ідея | 7               | 2023–дотепер |
| «Монолог травниці»        | LANTSUTA  | 10              | 2023–дотепер |
| «П'ять наречених-близнят» | Наша ідея | 4               | 2023–дотепер |
| «Темний дворецький»       | MAL'OPUS  | 5               | 2024–дотепер |
| «Проводжальниця Фрірен»   | Наша ідея | 4               | 2024–дотепер |
| «Атака титанів»           | Artbooks  | 2               | 2025–дотепер |
| «Хвіст Феї»               | Artbooks  | 1               | 2025–дотепер |

Позначення
|   | манґа-серіал, що продовжує виходити (станом на липень 2025)                                   |
|   | призупинені манґа-серіали                                                                     |
| † | дані про кількість копій, що перебувають в обігу чи друку, не є обсягом дійсно проданих копій |
| ‡ | число включає цифрові продажі                                                                 |

Примітка: До кількості томів деяких манґ входять продовження та/або спінофи, що також впливає на роки видання, оскільки можуть виходити через значний проміжок часу після завершення оригінальної серії. Авторами в цьому списку вважаються манґаки ілюстратори та автори сюжетів основного твору та побічних творів.

## Понад 100 мільйонів проданих копій
| Манґа-серіал                   | Автор(и) | Видавець                                                | Журнал(и) | Аудиторія     | Кількість томів | Роки видання            | Приблизна кількість проданих копій |
| ------------------------------ | --- | ------------------------------------------------------- | --- | ------------- | --------------- | ----------------------- | ---------------------------------- |
| One Piece                      | Ода Еїчіро | Shueisha                                                | Weekly Shōnen Jump | Сьонен        | 112             | 1997–дотепер            | 516,6 мільйонів†‡                  |
| Doraemon                       | Фуджіко Фуджіо | Shogakukan                                              | Yoiko, Yōchien, Shogaku Ichi-nensei, Shogaku Ni-nensei, Shogaku San-nensei, Shogaku Yo-nensei, Shogaku Go-nensei, Shogaku Roku-nensei, Televi-kun, Shōgakukan BOOK (Shōgakusei Book), Shōnen Sunday Extra Edition, CoroCoro Comic, Doraemon Club | Кодомо        | 45              | 1969–1996               | 300 мільйонів                      |
| Golgo 13                       | Сайто Такао, Койке Кадзуо, Міяма Юкіо, Saito Production                                                                                          | Shogakukan                                              | Big Comic, Big Comic Zōkan, Manga One | Сейнен        | 221             | 1968–дотепер            | 300 мільйонів†                     |
| Meitantei Konan                | Аояма Ґошьо● | Shogakukan                                              | Weekly Shōnen Sunday | Сьонен        | 107             | 1994–дотепер            | 270 мільйонів†                     |
| Dragon Ball                    | Торіяма Акіра, Toyotarō | Shueisha                                                | Weekly Shōnen Jump, V Jump | Сьонен        | 66              | 1984–дотепер            | 250–300 мільйонів                  |
| Naruto                         | Кішімото Масаші | Shueisha                                                | Weekly Shōnen Jump, V Jump | Сьонен        | 97              | 1999–дотепер            | 250 мільйонів†                     |
| Slam Dunk                      | Іноуе Такехіко | Shueisha                                                | Weekly Shōnen Jump | Сьонен        | 31              | 1990–1996               | 185 мільйонів†                     |
| Black Jack                     | Тедзука Осаму | Akita Shoten                                            | Weekly Shōnen Champion | Сьонен        | 25              | 1973–1983               | 47,66–176 мільйонів                |
| KochiKame                      | Акімото Осаму | Shueisha                                                | Weekly Shōnen Jump | Сьонен        | 201             | 1976–2016               | 157,2 мільйонів†                   |
| Demon Slayer: Kimetsu no Yaiba | Ґотоґе Койохару | Shueisha                                                | Weekly Shōnen Jump | Сьонен        | 23              | 2016-2020               | 150 мільйонів†‡                    |
| Crayon Shin-chan               | Усуй Йошіто, Нішівакі Датто, Цукахара Йоічі | Futabasha                                               | Weekly Manga Action, Manga Town, Manga Crayon Shin-chan.com | Сейнен        | 82              | 1990–дотепер            | 148 мільйонів †                    |
| Shingeki no Kyojin             | Ісаяма Хаджіме | Kodansha                                                | Bessatsu Shōnen Magazine | Сьонен        | 34              | 2009–2021               | 140 мільйонів†‡                    |
| Oishinbo                       | Карія Тецу, Ханасакі Акіра | Shogakukan                                              | Big Comic Spirits | Сейнен        | 111             | 1983–2014 (призупинено) | 135 мільйонів†                     |
| Bleach                         | Кубо Тайто | Shueisha                                                | Weekly Shōnen Jump | Сьонен        | 74              | 2001–2016               | 130 мільйонів†                     |
| JoJo's Bizarre Adventure       | Аракі Хірохіко | Shueisha                                                | Weekly Shōnen Jump, Ultra Jump, Shōnen Jump+, Bessatsu Margaret, JoJo Magazine | Сьонен/Сейнен | 143             | 1987–дотепер            | 120 мільйонів†‡                    |
| Kingdom                        | Хара Ясухіса | Shueisha                                                | Weekly Young Jump | Сейнен        | 76              | 2006–дотепер            | 110 мільйонів†                     |
| Astro Boy                      | Тедзука Осаму | Kobunsha                                                | Shōnen | Сьонен        | 23              | 1952–1968               | 100 мільйонів                      |
| Baki the Grappler              | Ітаґакі Кейсуке | Akita Shoten                                            | Weekly Shōnen Champion | Сьонен        | 153             | 1991–дотепер            | 100 мільйонів†                     |
| Hokuto no Ken                  | Окамура Йошіюкі, Хара Тецуо, Касай Акімі, Некоі Ясуюкі, Нагате Юка, Хіромото Сін'їті, Какурай Міссайл, Ямаґучі Йошіджі, Нішікі Сора, Ґоган Натто | Shueisha, Shogakukan, Shinchosha, Tokuma Shoten, Coamix | Weekly Shōnen Jump, Big Comic Superior, Weekly Comic Bunch, Monthly Comic Zenon | Сьонен        | 51              | 1983–дотепер            | 100 мільйонів                      |
| Hajime no Ippo                 | Морікава Джьоджі | Kodansha                                                | Weekly Shōnen Magazine | Сьонен        | 143             | 1989–дотепер            | 100 мільйонів†                     |
| Jujutsu Kaisen                 | Акутамі Ґеґе | Shueisha                                                | Weekly Shōnen Jump, Jump Giga | Сьонен        | 31              | 2017-2024               | 100 мільйонів†‡                    |
| Kindaichi Shōnen no Jikenbo    | Канарі Йодзабуро, Амаґі Сеймару, Сато Фумія | Kodansha                                                | Weekly Shōnen Magazine, Evening, Comic Days | Сьонен/Сейнен | 99              | 1992–дотепер            | 100 мільйонів†                     |
| Boku no Hero Academia          | Хорікоші Кохей, Неда Хірофумі, Фурухаші Хідеюкі, Курт Беттен, Акіяма Йоко                                                                        | Shueisha                                                | Weekly Shōnen Jump, Shōnen Jump+, Jump Giga, Saikyō Jump | Сьонен        | 70              | 2014–2025               | 100 мільйонів†‡                    |
| Touch                          | Адачі Міцуру● | Shogakukan                                              | Weekly Shōnen Sunday | Сьонен        | 26              | 1981–1986               | 100 мільйонів                      |

## 50-100 мільйонів проданих копій
| Манґа-серіал             | Автор(и) | Видавець                | Журнал(и) | Аудиторія             | Кількість томів | Роки видання            | Приблизна кількість проданих копій |
| ------------------------ | --- | ----------------------- | --- | --------------------- | --------------- | ----------------------- | ---------------------------------- |
| Captain Tsubasa          | Такахаші Йоїчі | Shueisha                | Weekly Shōnen Jump, Grand Jump, Captain Tsubasa Magazine | Сьонен/Сейнен         | 112             | 1981–2024               | 90 мільйони†                       |
| Sazae-san                | Хасеґава Мачіко | Kodansha                | Fukunichi Shinbun, Asahi Shimbun |                       | 68              | 1946–1974               | 86 мільйонів                       |
| Hunter × Hunter          | Тоґаші Йошіхіро | Shueisha                | Weekly Shōnen Jump | Сьонен                | 39              | 1998–2024 (призупинено) | 84 мільйонів†‡                     |
| Vagabond                 | Іноуе Такехіко, Йошікава Ейджі                                                                                          | Kodansha                | Morning | Сейнен                | 37              | 1998–2015 (призупинено) | 82 мільйони                        |
| Fullmetal Alchemist      | Аракава Хірому | Enix Square Enix        | Monthly Shōnen Gangan | Сьонен                | 27              | 2001–2010               | 80 мільйонів†                      |
| Sangokushi               | Йокояма Міцутеру | Ushio Shuppansha        | Comic Tom | Сьонен                | 60              | 1971–1986               | 80 мільйонів                       |
| Tokyo Revengers          | Вакуй Кен,Фунацу Шінпей, Каваґучі Юкінорі                                                                               | Kodansha                | Weekly Shōnen Magazine, Magazine Pocket | Сьонен                | 43              | 2017–дотепер            | 80 мільйонів†‡                     |
| Kinnikuman               | Юдетамаґо | Shueisha                | Weekly Shōnen Jump, Shū Play News, Fresh Jump, Weekly Playboy, V Jump, Ultra Jump Egg, Ultra Jump                                                                                                  | Сьонен/Сейнен         | 164             | 1979–дотепер            | 78 мільйонів†                      |
| Gintama                  | Сорачі Хідеакі | Shueisha                | Weekly Shōnen Jump, Jump Giga, Gintama app | Сьонен                | 77              | 2003–2019               | 73 мільйонів†‡                     |
| Fairy Tail               | Машіма Хіро | Kodansha                | Weekly Shōnen Magazine, Nakayoshi, Monthly Fairy Tail Magazine, Magazine Pocket | Сьонен, Сьодзьо       | 96              | 2006–дотепер            | 72 мільйонів†                      |
| Rurouni Kenshin          | Вацукі Нобухіро, Куросакі Кавору                                                                                        | Shueisha                | Weekly Shōnen Jump, Jump Square | Сьонен                | 40              | 1994–дотепер            | 72 мільйонів†‡                     |
| Dragon Quest             | Санджьо Ріку, Інада Коджі, Шібата Юзаку, Амамі Йошіказу, Чіакі Кавамата, Коянаґі Джюнджі, Фуджівара Камуй               | Shueisha, Enix          | Weekly Shōnen Jump, V Jump, Saikyō Jump, Monthly Shōnen Gangan | Сьонен                | 112             | 1989–дотепер            | 70,9 мільйонів†                    |
| Haikyu!!                 | Фурудате Харуїчі, Retsu                                                                                                 | Shueisha                | Weekly Shōnen Jump, Shōnen Jump+ | Сьонен                | 65              | 2012–2025               | 70 мільйонів†                      |
| Major                    | Міцуда Такуя | Shogakukan              | Weekly Shōnen Sunday | Сьонен                | 108             | 1994–дотепер            | 66,66 мільйонів†                   |
| Hana Yori Dango          | Каміо Йоко | Shueisha                | Margaret, Shōnen Jump+ | Сьодзьо               | 53              | 1992–2019               | 61 мільйонів†                      |
| Berserk                  | Міура Кентаро, Морі Коджі , Studio Gaga                                                                                 | Hakusensha              | Monthly Animal House, Young Animal | Сейнен                | 42              | 1989–дотепер            | 60 мільйонів†‡                     |
| The Prince of Tennis     | Кономі Такеші | Shueisha                | Weekly Shōnen Jump, Jump Square | Сьонен                | 94              | 1999–дотепер            | 60 мільйонів†                      |
| Rokudenashi Blues        | Моріта Масанорі | Shueisha                | Weekly Shōnen Jump | Сьонен                | 42              | 1988–1997               | 60 мільйонів†                      |
| Initial D                | Шіґено Шюїчі | Kodansha                | Weekly Young Magazine | Сейнен                | 71              | 1995–2025               | 56 мільйонів†                      |
| Bad Boys                 | Танака Хіроші | Shōnen Gahōsha          | Young King | Сейнен                | 38              | 1988–2003               | 55 мільйонів†                      |
| H2                       | Адачі Міцуру● | Shogakukan              | Weekly Shōnen Sunday | Сьонен                | 34              | 1992–1999               | 55 мільйонів†                      |
| Ranma ½                  | Такахаші Руміко | Shogakukan              | Weekly Shōnen Sunday | Сьонен                | 38              | 1987–1996               | 55 мільйони†                       |
| The Seven Deadly Sins    | Судзукі Накаба | Kodansha                | Weekly Shōnen Magazine | Сьонен                | 62              | 2012–дотепер            | 55 мільйонів†‡                     |
| Shura no Mon             | Кавахара Масатоші | Kodansha                | Monthly Shōnen Magazine | Сьонен                | 70              | 1987–2015               | 55 мільйонів†‡                     |
| Minami no Teiō           | Тенноджі Дай, Ґо Рікія                                                                                                  | Nihon Bungeisha         | Weekly Manga Goraku | Сьонен                | 191             | 1992–дотепер            | 53 мільйонів†                      |
| Super Radical Gag Family | Хамаока Кенджі | Akita Shoten            | Weekly Shōnen Champion | Сьонен                | 98              | 1993–дотепер            | 51 мільйонів†                      |
| City Hunter              | Хіджьо Цукаса | Shueisha                | Weekly Shōnen Jump | Сьонен                | 35              | 1985–1991               | 50 мільйонів†                      |
| Devilman                 | Наґай Ґо, Наґай Ясутака, Кінутамі Ю, Такато Рью, Івамото Йошіхіро, Йошітомі Акіхіто, Team Moon                          | Kodansha, Akita Shoten  | Weekly Shōnen Magazine, Monthly Shōnen Magazine, Bōken Ō,Shōnen Magazine Special, Mandala, Champion Red, Comic Heaven, Comic BomBom, Monthly Young Magazine, Monthly Magazine Z, Suiyōbi no Sirius | Сьонен/Кодомо         | 77              | 1972–2023               | 50 мільйонів†                      |
| Fisherman Sanpei         | Яґучі Такао, Тацузава Кацумі                                                                                            | Kodansha                | Weekly Shōnen Magazine, Evening | Сьонен/Сейнен         | 84              | 1973–2020               | 50 мільйонів†                      |
| Glass no Kamen           | Міучі Судзуе | Hakusensha              | Hana to Yume, Bessatsu Hana to Yume | Сьодзьо               | 49              | 1976–2012 (призупинено) | 50 мільйонів†                      |
| Great Teacher Onizuka    | Фуджісава Тоору | Kodansha                | Weekly Shōnen Magazine, Weekly Young Magazine, Magazine Pocket | Сьонен/Сейнен         | 55              | 1997–2024               | 50 мільйонів                       |
| Inuyasha                 | Такахаші Руміко | Shogakukan              | Weekly Shōnen Sunday | Сьонен                | 66              | 1996–2025               | 50 мільйонів†                      |
| Nana                     | Ядзава Ай | Shueisha                | Cookie | Сьодзьо               | 21              | 2000–2009 (призупинено) | 50 мільйонів†                      |
| Space Cobra              | Терасава Буїчі | Shueisha, Media Factory | Weekly Shōnen Jump, Super Jump, Monthly Comic Flapper, Comic Walker, Niconico Manga | Сьонен                | 45              | 1978–2020               | 50 мільйонів†                      |
| Saint Seiya              | Курумада Масамі, Суда Цунакан, Окада Меґуму, Тешіґорі Шіорі, Куорі Чімакі, Сайто Кенджі, Уеда Шіншю Шімоцукі Сейра, Bau | Shueisha, Akita Shoten  | Weekly Shōnen Jump, V Jump, Champion Red, Champion Red Ichigo, Princess, Weekly Shōnen Champion, Kerokero Ace, Manga Cross                                                                         | Сьонен/Сейнен/Сьодзьо | 172             | 1985–дотепер            | 50 мільйонів                       |
| Shoot!                   | Ошіма Цукаса | Kodansha                | Weekly Shōnen Magazine | Сьонен                | 67              | 1990–2003               | 50 мільйонів†                      |
| Yu Yu Hakusho            | Тоґаші Йошіхіро | Shueisha                | Weekly Shōnen Jump | Сьонен                | 19              | 1990–1994               | 50 мільйонів                       |

## 30-50 мільйонів проданих копій
| Манґа-серіал                            | Автор(и) | Видавець                           | Журнал(и)                                                                                              | Аудиторія             | Кількість томів | Роки видання            | Приблизна кількість проданих копій |
| --------------------------------------- | --- | ---------------------------------- | --- | --------------------- | --------------- | ----------------------- | ---------------------------------- |
| Dokaben                                 | Мідзушіма Шінджі                                                                                                | Akita Shoten, Shogakukan, Kodansha | Weekly Shōnen Champion, Shōnen Big Comic,                                                              | Сьонен                | 224             | 1972–2018               | 48 мільйонів†                      |
| Kachō Kōsaku Shima                      | Хірокане Кенджі                                                                                                 | Kodansha                           | Morning, Monthly Comic Zero Sum                                                                        | Сейнен                | 113             | 1983–дотепер            | 47 мільйонів†‡                     |
| Tokyo Ghoul                             | Ішіда Суї | Shueisha                           | Weekly Young Jump, Jump Live                                                                           | Сейнен                | 31              | 2011–2018               | 47 мільйонів†                      |
| Crows                                   | Такахаші Хіроші, Найто Кенічіро, Муто Шьоґо, Хіракава Тецухіро, Мукай Кьосуке, Мідзушіма Рікія, Хасеґава Такаші | Akita Shoten, Kodansha             | Monthly Shōnen Champion, Weekly Shōnen Champion, Bessatsu Shōnen Magazine                              | Сьонен                | 66              | 1990–дотепер            | 46 мільйонів†                      |
| Dear Boys                               | Яґамі Хірокі, Сакура Тацуке                                                                                     | Kodansha                           | Monthly Shōnen Magazine                                                                                | Сьонен                | 96              | 1989–дотепер            | 46 мільйонів†                      |
| Sailor Moon                             | Такеучі Наоко                                                                                                   | Kodansha                           | Nakayoshi, RunRun                                                                                      | Сьодзьо               | 21              | 1991–1997               | 46 мільйонів†‡                     |
| Shizukanaru Don                         | Нітта Тацуо | Jitsugyo no Nihon Sha              | Weekly Manga Sunday                                                                                    | Сейнен                | 112             | 1988–2013               | 46 мільйонів†                      |
| Blue Lock                               | Канешіро Мунеюкі, Номура Юсуке, Санномія Кота                                                                   | Kodansha                           | Weekly Shōnen Magazine, Bessatsu Shōnen Magazine                                                       | Сьонен                | 41              | 2018–дотепер            | 45 мільйонів†‡                     |
| Shonan Junai Gumi                       | Фуджісава Тоору                                                                                                 | Kodansha                           | Weekly Shōnen Magazine, Monthly Shōnen Champion                                                        | Сьонен                | 49              | 1990–2019               | 45 мільйонів†                      |
| That Time I Got Reincarnated as a Slime | Fuse, Кавакамі Таїкі, Акечі Шідзуку, Тоно Тай, Кайка Ватару, Накатамі Чіка, Такада Юдзо, Shiba                  | Kodansha                           | Monthly Shōnen Sirius, Comic Ride                                                                      | Сьонен                | 61              | 2015–дотепер            | 45 мільйонів†                      |
| Ace of Diamond                          | Тераджіма Юджі, Окада Юкі                                                                                       | Kodansha                           | Weekly Shōnen Magazine, Magazine Pocket                                                                | Сьонен                | 85              | 2006–2025               | 44 мільйонів†                      |
| The Promised Neverland                  | Шірай Кайу, Демідзу Посука, Міядзакі Шюхей                                                                      | Shueisha                           | Weekly Shōnen Jump, Jump Giga, Shōnen Jump+                                                            | Сьонен                | 21              | 2016–2020               | 42 мільйонів†‡                     |
| Be-Bop High School                      | Кіучі Кадзухіро                                                                                                 | Kodansha                           | Weekly Young Magazine                                                                                  | Сейнен                | 48              | 1983–2003               | 40 мільйонів                       |
| Cooking Papa                            | Уеяма Точі | Kodansha                           | Morning                                                                                                | Сейнен                | 172             | 1985–дотепер            | 40 мільйонів†                      |
| Ōke no Monshō                           | Хосокава Чіеко                                                                                                  | Akita Shoten                       | Princess                                                                                               | Сьодзьо               | 70              | 1976–дотепер            | 40 мільйонів†                      |
| Kyō Kara Ore Wa!!                       | Нішіморі Хіроюкі                                                                                                | Shogakukan                         | Shōnen Sunday S, Weekly Shōnen Sunday                                                                  | Сьонен                | 39              | 1988–2019               | 40 мільйонів†                      |
| The Apothecary Diaries                  | Хюуґа Нацу, Курата Міноджі, Нанао Іцукі, Шіно Токо, Nekokurage                                                  | Shogakukan                         | Shufunotomo, Monthly Big Gangan, Monthly Sunday Gene-X                                                 | Сейнен                | 35              | 2017–дотепер            | 40 мільйонів†‡                     |
| Yu-Gi-Oh!                               | Такахаші Кадзукі, Іто Акіра                                                                                     | Shueisha                           | Weekly Shōnen Jump, V Jump                                                                             | Сьонен                | 43              | 1996–2004               | 40 мільйонів†                      |
| Nodame Cantabile                        | Ніномія Томоко                                                                                                  | Kodansha                           | Kiss                                                                                                   | Дзьосей               | 25              | 2001–2010               | 39 мільйонів†                      |
| Shaman King                             | Такей Хіроюкі                                                                                                   | Shueisha Kodansha                  | Weekly Shōnen Jump, Jump X, Shōnen Magazine Edge, Magazine Pocket, Nakayoshi                           | Сьонен/Сейнен/Сьодзьо | 63              | 1998–2024               | 38 мільйонів†                      |
| Spy × Family                            | Ендо Тацуя | Shueisha                           | Shōnen Jump+                                                                                           | Сьонен                | 15              | 2019–дотепер            | 38 мільйонів†                      |
| 20th Century Boys                       | Урасава Наокі                                                                                                   | Shogakukan                         | Big Comic Spirits                                                                                      | Сейнен                | 24              | 1999–2007               | 36 мільйонів†                      |
| Kimi ni Todoke                          | Шійна Карухо | Shueisha                           | Bessatsu Margaret                                                                                      | Сьодзьо               | 33              | 2005–2022               | 36 мільйонів†‡                     |
| Black Butler                            | Тобосо Яна | Square Enix                        | Monthly GFantasy                                                                                       | Сьонен                | 34              | 2006–дотепер            | 35 мільйонів†                      |
| The Chef                                | Цуґуріна Май, Като Тодаші                                                                                       | Nihon Bungeisha                    | Weekly Manga Goraku                                                                                    | Сейнен                | 62              | 1986–2016 (призупинено) | 35 мільйонів†                      |
| Itazura na Kiss                         | Тада Каору | Shueisha                           | Bessatsu Margaret                                                                                      | Сьодзьо               | 23              | 1990–1999               | 35 мільйонів†                      |
| Salary Man Kintaro                      | Мотомія Хіроші                                                                                                  | Shueisha                           | Weekly Young Jump                                                                                      | Сейнен                | 45              | 1994–2016               | 35 мільйонів†                      |
| Urusei Yatsura                          | Такахаші Руміко                                                                                                 | Shogakukan                         | Weekly Shōnen Sunday                                                                                   | Сьонен                | 34              | 1978–1987               | 35 мільйонів†                      |
| Worst                                   | Такахаші Хіроші, Судзукі Дай                                                                                    | Akita Shoten                       | Monthly Shōnen Champion, Weekly Shōnen Champion, Young Champion                                        | Сьонен                | 37              | 2001–2013               | 35 мільйонів†                      |
| 3×3 Eyes                                | Такада Юдзо | Kodansha                           | Young Magazine Kaizokuban, Weekly Young Magazine, e Young Magazine, Monthly Young Magazine             | Сьонен/Сейнен         | 52              | 1987–2023               | 33,33 мільйонів†                   |
| Kaze Densetsu: Bukkomi no Taku          | Сакі Хірото, Токоро Джюдзо, Кувахара Шія                                                                        | Kodansha                           | Weekly Shōnen Magazine, Monthly Young Magazine                                                         | Сьонен/Сейнен         | 41              | 1991–2017               | 33 мільйонів†                      |
| Chibi Maruko-chan                       | Сакура Момоко                                                                                                   | Shueisha                           | Ribon                                                                                                  | Сьодзьо               | 18              | 1986–2022               | 32,5 мільйонів†‡                   |
| One-Punch Man                           | One, Мурата Юсуке                                                                                               | Shueisha                           | Tonari no Young Jump                                                                                   | Сейнен                | 33              | 2012–дотепер            | 32 мільйонів                       |
| The Silent Service                      | Каваґучі Кайджі                                                                                                 | Kodansha                           | Weekly Morning                                                                                         | Сейнен                | 32              | 1988–1996               | 32 мільйонів†‡                     |
| Yowamushi Pedal                         | Ватанабе Ватару                                                                                                 | Akita Shoten                       | Monthly Shōnen Champion, Bessatsu Shōnen Champion, Princess                                            | Сьонен                | 106             | 2008–дотепер            | 32 мільйонів†                      |
| Kuroko no Basuke                        | Фуджімакі Тадатоші                                                                                              | Shueisha                           | Weekly Shōnen Jump, Jump Giga                                                                          | Сьонен                | 32              | 2008–2016               | 31 мільйонів†                      |
| To Aru Majutsu no Index                 | Кадзума Камачі, Коґіно Чуя, Кока Міджін, Hibipon                                                                | Square Enix                        | Monthly Shōnen Gangan, Monthly Denplay Comic                                                           | Сьонен                | 40              | 2007–дотепер            | 31 мільйонів†                      |
| Space Brothers                          | Кояма Чуя | Kodansha                           | Morning                                                                                                | Сейнен                | 44              | 2007–дотепер            | 31 мільйонів†‡                     |
| Bastard!!                               | Хаґівара Кадзуші                                                                                                | Shueisha                           | Weekly Shōnen Jump, (Specials), Ultra Jump                                                             | Сьонен/Сейнен         | 27              | 1988–2010 (призупинено) | 30 мільйонів†                      |
| Chameleon                               | Касе Ацуші | Kodansha                           | Weekly Shōnen Magazine, Monthly Shōnen Magazine                                                        | Сьонен                | 67              | 1990–2022               | 30 мільйонів†                      |
| Chainsaw Man                            | Фуджімото Тацукі                                                                                                | Shueisha                           | Weekly Shōnen Jump, Shōnen Jump+                                                                       | Сьонен                | 21              | 2018-дотепер            | 30 мільйонів†‡                     |
| Death Note                              | Оба Цуґумі, Обата Такеші                                                                                        | Shueisha                           | Weekly Shōnen Jump                                                                                     | Сьонен                | 12              | 2003–2006               | 30 мільйонів†                      |
| Dr. Slump                               | Торіяма Акіра                                                                                                   | Shueisha                           | Weekly Shōnen Jump                                                                                     | Сьонен                | 18              | 1980–1984               | 30 мільйонів†                      |
| Fruits Basket                           | Такая Нацукі | Hakusensha                         | Hana to Yume, Hana LaLa Online, Manga Park                                                             | Сьодзьо               | 27              | 1998-2020               | 30 мільйонів†                      |
| Ginga Densetsu Weed                     | Такахаші Йошіхіро                                                                                               | Nihon Bungeisha, Shueisha          | Weekly Manga Goraku, Weekly Shōnen Jump, Business Jump                                                 | Сейнен                | 158             | 1983–дотепер            | 30 мільйонів†                      |
| Gaki Deka                               | Ямаґамі Тацухіко                                                                                                | Akita Shoten                       | Monthly Shōnen Champion                                                                                | Сьонен                | 26              | 1974–1980               | 30 мільйонів†                      |
| Jarinko Chie                            | Харукі Ецумі | Futabasha                          | Weekly Manga Action                                                                                    | Сейнен                | 67              | 1978–1997               | 30 мільйонів†                      |
| Jingi                                   | Аюмі Тачіхара                                                                                                   | Akita Shoten                       | Young Champion                                                                                         | Сейнен                | 66              | 1988–2020               | 30 мільйонів†                      |
| Kaiji                                   | Фукумото Нобуюкі                                                                                                | Kodansha                           | Weekly Young Magazine                                                                                  | Сейнен                | 91              | 1996–дотепер            | 30 мільйонів†                      |
| Katekyō Hitman Reborn!                  | Амано Акіра | Shueisha                           | Weekly Shōnen Jump                                                                                     | Сьонен                | 42              | 2004–2012               | 30 мільйонів†                      |
| Pokémon Adventures                      | Кусака Хіденорі , Mato, Ямамото Сатоші                                                                          | Shogakukan                         | CoroCoro Comic, Pokémon Fan, Club Sunday, Sunday Webry, Shogakukan's Separate Grade Learning Magazines | Кодомо                | 80              | 1997–дотепер            | 30 мільйонів†                      |
| Tokimeki Tonight                        | Ікено Кой | Shueisha                           | Ribon, Cookie                                                                                          | Сьодзьо               | 43              | 1982–дотепер            | 30 мільйонів†                      |
| Toriko                                  | Шімабукуро Міцутоші                                                                                             | Shueisha                           | Weekly Shōnen Jump                                                                                     | Сьонен                | 43              | 2008–2016               | 30 мільйонів†                      |
| Ushio to Tora                           | Фуджіта Кадзухіро                                                                                               | Shogakukan                         | Weekly Shōnen Sunday                                                                                   | Сьонен                | 33              | 1990–1996               | 30 мільйонів†                      |
| Yawara!                                 | Урасава Наокі                                                                                                   | Shogakukan                         | Big Comic Spirits                                                                                      | Сейнен                | 30              | 1986–1994               | 30 мільйонів†                      |

## 20-30 мільйонів проданих копій
| Манґа-серіал                   | Автор(и) | Видавець | Журнал(и) | Аудиторія              | Кількість томів | Роки видання            | Приблизна кількість проданих копій |
| ------------------------------ | --- | --- | --- | ---------------------- | --------------- | ----------------------- | ---------------------------------- |
| Futari Ecchi                   | Акі Кацу, Monkey Chop | Hakusensha | Young Animal, Young Animal Arashi, Silky | Сейнен/Дзьосей         | 95              | 1997–дотепер            | 29,5 мільйонів†‡                   |
| Chihayafuru                    | Юкі Суецуґу, Токіюмі Юї, Чьода Ото | Kodansha | Be Love | Дзьосей                | 57              | 2007–дотепер            | 29 мільйонів†                      |
| Golden Kamuy                   | Нода Сатору | Shueisha | Weekly Young Jump | Сейнен                 | 31              | 2014–2022               | 29 мільйонів†                      |
| Jigoku Sensei Nūbē             | Макура Шьо, Окано Такеші | Shueisha | Weekly Shōnen Jump, Grand Jump, Saikyō Jump, Shōnen Jump+ | Сьонен/Сейнен          | 73              | 1993–дотепер            | 29 мільйонів†‡                     |
| Shōnan Bakusōzoku              | Йошіда Сатоші | Shōnen Gahōsha | Shōnen King, Young Champion | Сьонен                 | 20              | 1982–дотепер            | 29 мільйонів†                      |
| Asari-chan                     | Мурояма Маюмі | Shogakukan | Shōgaku Ninensei | Сьодзьо                | 100             | 1978–2014               | 28 мільйонів†                      |
| The Fable                      | Мінамі Кацухіса | Kodansha | Weekly Young Magazine, Comic Days | Сейнен                 | 32              | 2014–дотепер            | 28 мільйонів†‡                     |
| Ansatsu Kyōshitsu              | Мацуй Юсей, Ватанабе Кідзуку, Аото Джьо | Shueisha | Weekly Shōnen Jump, Saikyō Jump | Сьонен                 | 25              | 2012–2019               | 27 мільйонів†                      |
| Sakigake!! Otokojuku           | Міяшіта Акіра | Shueisha | Weekly Shōnen Jump, Weekly Playboy, Super Jump, (Oh Super Jump), Weekly Manga Goraku | Сьонен                 | 113             | 1985–2019               | 27 мільйонів†                      |
| Seito Shokun!                  | Шьоджі Йоко | Kodansha | Shōjo Friend, Be Love | Сьодзьо/Дзьосей        | 79              | 1977–2019               | 27 мільйонів†                      |
| Yūkan Club                     | Ічіджьо Юкарі | Shueisha | Bessatsu Margaret | Сьодзьо                | 19              | 1982–2002               | 27 мільйонів                       |
| Bari Bari Densetsu             | Шіґено Шюїчі | Kodansha | Weekly Shōnen Magazine | Сьонен                 | 38              | 1983–1991               | 26 мільйонів†                      |
| Eyeshield 21                   | Інаґакі Рійчіро, Мурата Юсуке | Shueisha | Weekly Shōnen Jump | Сьонен                 | 37              | 2002–2009               | 26 мільйонів†                      |
| Tsuribaka Nisshi               | Ямасакі Джюдзо, Кітамі Кенічі | Shogakukan | Big Comic Original | Сейнен                 | 115             | 1979–дотепер            | 26 мільйонів†                      |
| Angel Heart                    | Хіджьо Цукаса | Shinchosha Tokuma Shoten | Weekly Comic Bunch, Monthly Comic Zenon | Сейнен                 | 49              | 2001–2017               | 25 мільйонів†                      |
| Ashita no Joe                  | Каджівара Іккі, Чіба Тецуя | Kodansha | Weekly Shōnen Magazine | Сьонен                 | 20              | 1968–1973               | 25 мільйонів†                      |
| Aa! Megami-sama                | Фуджішіма Косуке, Аокі Ухей, Йошідзукі Кумічі | Kodansha | Monthly Afternoon | Сейнен                 | 54              | 1988–2021               | 25 мільйонів†                      |
| Boys Be...                     | Ітабаші Масахіро, Тамакоші Хіроюкі | Kodansha | Weekly Shōnen Magazine, MiChao!, Magazine Special, Evening, Monthly Dragon Age, Weekly Manga Goraku                                                                                            | Сьонен/Сейнен          | 72              | 1991–2018               | 25 мільйонів†                      |
| Blue Exorcist                  | Като Кадзуе | Shueisha | Jump Square (SQ.19) | Сьонен                 | 36              | 2009–дотепер            | 25 мільйонів†                      |
| D.Gray-man                     | Хошіно Кацура | Shueisha | Weekly Shōnen Jump, Jump Square(SQ.Crown, SQ.Rise) | Сьонен                 | 29              | 2004–дотепер            | 25 мільйонів†                      |
| Emblem Take 2                  | Кінчі Кадзумаса, Ватанабе Джюн | Kodansha | Weekly Young Magazine | Сейнен                 | 62              | 1990–2004               | 25 мільйонів†                      |
| Flame of Recca                 | Андзай Нобуюкі | Shogakukan | Weekly Shōnen Sunday | Сьонен                 | 33              | 1995–2002               | 25 мільйонів†                      |
| Fushigi Yûgi                   | Ватасе Ю | Shogakukan | Sho-Comi, Perfect World Fushigi Yûgi, Rinka, Flowers Zōkan Flowers | Сьодзьо                | 32              | 1991–дотепер            | 25 мільйонів†                      |
| Hikaru no Go                   | Хотта Юмі, Обата Такеші | Shueisha | Weekly Shōnen Jump | Сьонен                 | 23              | 1998–2003               | 25 мільйонів†                      |
| Magi: The Labyrinth of Magic   | Охтака Шінобу, Охера Йошіфумі | Shogakukan | Weekly Shōnen Sunday, Ura Sunday, Manga One | Сьонен                 | 56              | 2009–2018               | 25 мільйонів†                      |
| Maison Ikkoku                  | Такахаші Руміко | Shogakukan | Big Comic Spirits | Сейнен                 | 15              | 1980–1987               | 25 мільйонів†                      |
| Miyuki                         | Адачі Міцуру● | Shogakukan | Shōnen Big Comic | Сьонен                 | 12              | 1980–1984               | 25 мільйонів†                      |
| Neon Genesis Evangelion        | Садамото Йошіюкі | Kadokawa Shoten | Monthly Shōnen Ace, Young Ace, Asuka | Сьонен/Сейнен/Сьодзьо  | 43              | 1994–2016               | 25 мільйонів                       |
| Patalliro!                     | Мая Мінео | Hakusensha | Hana to Yume, (Planet Zōkan), Bessatsu Hana to Yume, Melody, Hana LaLa Online, Manga Park, The Hana to Yume                                                                                    | Сьодзьо                | 117             | 1979–дотепер            | 25 мільйонів†                      |
| Parasyte                       | Іваакі Хітоші | Kodansha | Morning Open Zōkan, Monthly Afternoon | Сейнен                 | 18              | 1988–1995               | 25 мільйонів†                      |
| The Ping Pong Club             | Фуруя Мінору | Kodansha | Weekly Young Magazine | Сейнен                 | 13              | 1993–1996               | 25 мільйонів†                      |
| Saiyuki                        | Мінекура Кадзуя | Square Enix Ichijinsha | Monthly GFantasy, Monthly Comic Zero Sum, Comic Zero Sum WARD | Сьонен/Сьодзьо/Дзьосей | 28              | 1997–дотепер            | 25 мільйонів†                      |
| Zatch Bell!                    | Райку Макото | Shogakukan | Weekly Shōnen Sunday | Сьонен                 | 37              | 2001–дотепер            | 24,7 мільйонів†‡                   |
| Ahiru no Sora                  | Такеші Хіната | Kodansha | Weekly Shōnen Magazine | Сьонен                 | 51              | 2004–2019 (призупинено) | 24 мільйонів†                      |
| Frieren: Beyond Journey's End  | Ямада Канехіто , Абе Цукаса | Shogakukan | Weekly Shōnen Sunday | Сьонен                 | 14              | 2020–дотепер            | 24 мільйонів†                      |
| Gantz                          | Оку Хіроя, Осакі Томотіхо, Лізука Кейта, Каґецу Джін | Shueisha | Weekly Young Jump, Miracle Jump, Shōnen Jump+, YanJan! | Сейнен                 | 48              | 2000–дотепер            | 24 мільйонів†                      |
| Kaguya-sama: Love Is War       | Акасака Ака | Shueisha | Miracle Jump, Weekly Shōnen Jump, Tonari no Young Jump | Сейнен                 | 40              | 2015–2022               | 24 мільйонів†                      |
| Rave Master                    | Машіма Хіро | Kodansha | Weekly Shōnen Magazine, Comic BomBom | Сьонен                 | 38              | 1999–2005               | 23,5 мільйонів†                    |
| Aoashi                         | Кобаяші Юґо, Уено Наохіко | Shogakukan | Big Comic Spirits, Big Comic Original | Сейнен                 | 40              | 2015-2025               | 23 мільйонів†‡                     |
| Giant Killing                  | Цунамото Масая , Tsujitomo | Kodansha | Morning | Сейнен                 | 66              | 2007-дотепер            | 23 мільйонів†                      |
| Himitsu Series                 | Учіяма Ясуко, Якота Токуо , Фуджікі Терумі, Лізука Йошінарі | Gakken | Science and Learning, Otona no Kagaku | Кодомо                 | 116             | 1972–2014               | 23 мільйонів†                      |
| The Rose of Versailles         | Ікеда Рійоко | Shueisha | Margaret | Сьодзьо                | 35              | 1972–2018               | 23 мільйонів†                      |
| Abu-san                        | Мідзушіма Шінджі | Shogakukan | Big Comic Original | Сейнен                 | 107             | 1973–2014               | 22 мільйонів†                      |
| Cardcaptor Sakura              | Clamp | Kodansha | Nakayoshi | Сьодзьо                | 28              | 1996–2024               | 22 мільйонів†‡                     |
| Hoshin Engi                    | Фуджісакі Рью | Shueisha | Weekly Shōnen Jump | Сьонен/Сейнен          | 25              | 1996–2018               | 22 мільйонів†                      |
| Terra Formars                  | Сасуґа Ю, Тачібана Кенічі, До Манпуку, Шібано Кайто, Хатторі Шьота, Серебі Рюсанґата, Кімура Сатоші, Boichi, Сакі Нонояма, Шібукава Форбідден | Shueisha | Miracle Jump, Weekly Young Jump, Jump X, Tonari no Young Jump, Grand Jump | Сейнен                 | 36              | 2011-дотепер            | 22 мільйонів†                      |
| Dōbutsu no Oisha-san           | Сасакі Норіко | Hakusensha | Hana to Yume | Сьодзьо                | 12              | 1987–1993               | 21,6 мільйонів†                    |
| Hayate the Combat Butler       | Хата Кенджіро | Shogakukan | Weekly Shōnen Sunday | Сьонен                 | 54              | 2004–2017               | 21 мільйонів†                      |
| Rookies                        | Моріта Масанорі | Shueisha | Weekly Shōnen Jump | Сьонен                 | 24              | 1998–2003               | 21 мільйонів†                      |
| Ushijima the Loan Shark        | Манабе Шюхей, Мацумото Юсуке, Хаято Ю, Ямадзакі Одо, Сасасані Сатоші, Youichi | Shogakukan | Big Comic Spirits, Yawaraka Spirits, Manga One | Сейнен                 | 69              | 2004–дотепер            | 21 мільйонів†                      |
| Soul Eater                     | Окубо Ацуші | Square Enix | Monthly Shōnen Gangan | Сьонен                 | 30              | 2004–2014               | 20,4 мільйонів†                    |
| Shōnen Shōjo Nippon no Rekishi | Кодама Кота, Шьоджі Аракава | Shogakukan | | Кодомо                 | 24              | 1981–2018               | 20,2 мільйонів†                    |
| 750 Rider                      | Ішії Ісамі | Akita Shoten | Weekly Shōnen Champion | Сьонен                 | 50              | 1975–1985               | 20 мільйонів†                      |
| Buddha                         | Тедзука Осаму | Ushio Shuppansha | Comic Tom | Сейнен                 | 14              | 1972–1983               | 20 мільйонів†                      |
| Cat's Eye                      | Хіджьо Цукаса, Накамеґуро Сакура, Асай Шін | Shueisha | Weekly Shōnen Jump, Monthly Comic Zenon | Сьонен/Сейнен          | 26              | 1981–2014               | 20 мільйонів†                      |
| Cuffs - Kizu Darake no Chizu   | Тоджьо Джін | Shueisha | Weekly Young Jump | Сейнен                 | 32              | 1997–2005               | 20 мільйонів†                      |
| Don't Call It Mystery          | Тамура Юмі | Shogakukan | Flowers | Дзьосей                | 15              | 2016-дотепер            | 20 мільйонів†‡                     |
| Fire Force                     | Окубо Ацуші | Kodansha | Weekly Shōnen Magazine | Сьонен                 | 34              | 2015–2022               | 20 мільйонів†                      |
| Food Wars!: Shokugeki no Soma  | Цукуба Юто, Саекі Шюн, Морісакі Юкі, Іто Мічіко, Асатокі Таїкі | Shueisha | Weekly Shōnen Jump, Shōnen Jump+, Jump Giga | Сьонен                 | 44              | 2012–2019               | 20 мільйонів†                      |
| Go! Go! Loser Ranger!          | Харуба Неджі | Kodansha | Weekly Shōnen Magazine | Сьонен                 | 18              | 2021–дотепер            | 20 мільйонів†                      |
| Haruhi Suzumiya                | Таніґава Наґару, Мідзуно Макото, Цуґано Ґаку, Puyo, Eretto | Kadokawa Shoten | Monthly Shōnen Ace, The Sneaker, Young Ace, Comp Ace, Altima Ace | Сьонен/Сьодзьо         | 45              | 2004–2018               | 20 мільйонів†                      |
| Hana no Keiji                  | Рю Кейчіро,Хара Тецуо, Асо Міо, Хоріе Нобухіко, Такемура Юджі, Деґучі Масато | Shueisha | Weekly Shōnen Jump, Weekly Comic Bunch, Monthly Comic Zenon | Сьонен                 | 51              | 1990–2018               | 20 мільйонів†                      |
| Kimagure Orange Road           | Мацумото Ідзумі | Shueisha | Weekly Shōnen Jump | Сьонен                 | 18              | 1984–1987               | 20 мільйонів†                      |
| Love Hina                      | Акамацу Кен | Kodansha | Weekly Shōnen Magazine | Сьонен                 | 14              | 1998–2001               | 20 мільйонів†                      |
| Master Keaton                  | Урасава Наокі, Наґасакі Такаші, Кацушіка Хокусей | Shogakukan | Big Comic Original | Сейнен                 | 19              | 1988–1994               | 20 мільйонів†                      |
| Mazinger Z                     | Наґай Ґо, Ґосаку Ота, Імамічі Ейджі, Оказакі Ю, Кінутані Ю, Осада Каору, Одзава Такахіро, 8KEY, Нііна Акіхіко, Табата Йошіакі, Йоґо Юкі, Тачібана Мікіо, Юґо Юкі, Ішікава Хірото, Цушіма Наото, Сакамото Хаято, Йошіока Хідетсуґу, Хоші Кадзуя, Фуджісава Наоюкі, Кадзе Шінобу, Нонака Цуйосі, Оошіма Юкі, Кунуґі Фумітако | Shueisha, Kodansha, Akita Shoten, Tokuma Shoten, Shogakukan, Fusosha Publishing, Dynamic Planning, Emotion, Hero's Inc., Village Books | Weekly Shōnen Jump, TV Magazine, Bōken Ō, TV Land, Champion Red, Shōnen Big Comic, Weekly Young Jump, Bears Club Natsunogo, Magazine Special, Monthly Magazine Z, Shu 2 Comic Gekkin, Comiplex | Сьонен/Сейнен          | 85              | 1972–дотепер            | 20 мільйонів†                      |
| Monster                        | Урасава Наокі | Shogakukan | Big Comic Original | Сейнен                 | 18              | 1994–2001               | 20 мільйонів                       |
| Negima! Magister Negi Magi     | Акамацу Кен, Фуджіма Такуя | Kodansha | Weekly Shōnen Magazine, Bessatsu Shōnen Magazine, Magazine Special | Сьонен                 | 75              | 2003–2022               | 20 мільйонів†                      |
| Oshi no Ko                     | Акасака Ака, Йокоярі Менґо | Shueisha | Weekly Young Jump | Сейнен                 | 16              | 2020–2024               | 20 мільйонів†‡                     |
| Kujaku Ō                       | Оґіно Макото | Shueisha, Shogakukan, LEED Publishing                                                                                                  | Weekly Young Jump, Monthly Young Jump, Comic Ran, (Twins), Monthly Big Comic Spirits | Сейнен                 | 55              | 1985–2019               | 20 мільйонів†                      |
| The Quintessential Quintuplets | Харуба Неджі | Kodansha | Weekly Shōnen Magazine | Сьонен                 | 14              | 2017–2020               | 20 мільйонів†                      |
| Sora wa Akai Kawa no Hotori    | Шінохара Чі | Shogakukan | Sho-Comi | Сьодзьо                | 28              | 1995–2002               | 20 мільйонів†                      |
| Shōnen Ashibe                  | Морішіта Хіромі | Shueisha | Weekly Young Jump, Monthly Action, Web Action, Manga Action | Сейнен                 | 27              | 1988–дотепер            | 20 мільйонів                       |
| Sukeban Deka                   | Вада Шінджі, Муронада Саорі, Фукуй Ашібі, Іхара Сай | Hakusensha | Hana to Yume, Princess | Сьодзьо                | 23              | 1976–дотепер            | 20 мільйонів†                      |
| Swan                           | Арійоші Кійоко | Shueisha | Margaret, Swan Magazine | Сьодзьо                | 27              | 1976–1981               | 20 мільйонів†                      |
| Tasogare Ryūseigun             | Хірокане Кенджі | Shogakukan | Big Comic Original | Сейнен                 | 74              | 1995–дотепер            | 20 мільйонів†‡                     |
| Tokyo Daigaku Monogatari       | Еґава Тацуя | Shogakukan | Big Comic Spirits | Сейнен                 | 34              | 1992–2001               | 20 мільйонів†                      |
| Tsubasa: Reservoir Chronicle   | Clamp | Kodansha | Weekly Shōnen Magazine, Magazine Special | Сьонен                 | 31              | 2003–2016               | 20 мільйонів                       |

## Статистика

### Авторство
Манґаки з кількома творами що потрапили до списку. Всього 23 авторів.
| Такахаші Руміко  | 4 (Ranma ½, Inuyasha, Urusei Yatsura, Maison Ikkoku)      |
| Урасава Наокі    | 4 (20th Century Boys, Yawara!, Master Keaton, Monster)    |
| Адачі Міцуру●    | 3 (Touch, H2, Miyuki)                                     |
| Тедзука Осаму    | 3 (Astro Boy, Black Jack, Buddha)                         |
| Хіджьо Цукаса    | 3 (City Hunter, Angel Heart, Cat's Eye)                   |
| Акамацу Кен      | 2 (Love Hina, Negima! Magister Negi Magi)                 |
| Ака Акасака      | 2 (Kaguya-sama: Love Is War, Oshi no Ko)                  |
| Іноуе Такехіко   | 2 (Slam Dunk, Vagabond)                                   |
| Машіма Хіро      | 2 (Fairy Tail, Rave Master)                               |
| Моріта Масанорі  | 2 (Rokudenashi Blues, Rookies)                            |
| Мурата Юсуке     | 2 (One-Punch Man, Eyeshield 21)                           |
| Мідзушіма Шінджі | 2 (Dokaben, Abu-san)                                      |
| Наґай Ґо         | 2 (Devilman, Mazinger Z)                                  |
| Окубо Ацуші      | 2 (Soul Eater, Fire Force)                                |
| Обата Такеші     | 2 (Death Note, Hikaru no Go)                              |
| Торіяма Акіра    | 2 (Dragon Ball, Dr. Slump)                                |
| Тоґаші Йошіхіро  | 2 (Hunter × Hunter, Yu Yu Hakusho)                        |
| Такахаші Хіроші  | 2 (Crows, Worst)                                          |
| Фуджісава Тоору  | 2 (Great Teacher Onizuka, Shonan Junai Gumi)              |
| Хірокане Кенджі  | 2 (Kachō Kōsaku Shima, Tasogare Ryūseigun)                |
| Хара Тецуо       | 2 (Hokuto no Ken, Hana no Keiji)                          |
| Харуба Неджі     | 2 (Go! Go! Loser Ranger!, The Quintessential Quintuplets) |
| Шіґено Шюїчі     | 2 (Initial D, Bari Bari Densetsu)                         |

#### Авторство однієї манґи
62 франшиз мають від двох до кількох авторів.
| Mazinger Z                              | 23 (Наґай Ґо, Ґосаку Ота, Імамічі Ейджі, Оказакі Ю, Кінутані Ю, Осада Каору, Одзава Такахіро, 8KEY, Нііна Акіхіко, Табата Йошіакі, Йоґо Юкі, Тачібана Мікіо, Юґо Юкі, Ішікава Хірото, Цушіма Наото, Сакамото Хаято, Йошіока Хідетсуґу, Хоші Кадзуя, Фуджісава Наоюкі, Кадзе Шінобу, Нонака Цуйосі, Оошіма Юкі, Кунуґі Фумітако) |
| Hokuto no Ken                           | 10 (Окамура Йошіюкі, Хара Тецуо, Касай Акімі, Некоі Ясуюкі, Нагате Юка, Хіромото Сін'їті, Какурай Міссайл, Ямаґучі Йошіджі, Нішікі Сора, Ґоган Натто) |
| Terra Formars                           | 10 (Сасуґа Ю, Тачібана Кенічі, До Манпуку, Шібано Кайто, Хатторі Шьота, Серебі Рюсанґата, Кімура Сатоші, Boichi, Сакі Нонояма, Шібукава Форбідден) |
| Berserk                                 | 8 (Міура Кентаро, Морі Коджі , Studio Gaga) |
| Saint Seiya                             | 8 (Курумада Масамі, Суда Цунакан, Окада Меґуму, Тешіґорі Шіорі, Куорі Чімакі, Сайто Кенджі, Уеда Шіншю Шімоцукі Сейра) |
| That Time I Got Reincarnated as a Slime | 8 (Fuse, Таїкі Кавакамі, Акечі Шідзуку, Тоно Тай, Кайка Ватару, Накатамі Чіка, Такада Юдзо, Shiba) |
| Crows                                   | 7 (Такахаші Хіроші, Найто Кенічіро, Муто Шьоґо, Хіракава Тецухіро, Мукай Кьосуке, Мідзушіма Рікія, Хасеґава Такаші) |
| Devilman                                | 7+ (Наґай Ґо, Наґай Ясутака, Кінутамі Ю, Такато Рью, Івамото Йошіхіро, Йошітомі Акіхіто, Team Moon) |
| Dragon Quest                            | 7 (Санджьо Ріку, Інада Коджі, Шібата Юзаку, Амамі Йошіказу, Чіакі Кавамата, Коянаґі Джюнджі, Фуджівара Камуй) |
| Hana no Keiji                           | 6 (Рю Кейчіро,Хара Тецуо, Асо Міо, Хоріе Нобухіко, Такемура Юджі, Деґучі Масато) |
| Ushijima the Loan Shark                 | 6 (Манабе Шюхей, Мацумото Юсуке, Хаято Ю, Ямадзакі Одо, Сасасані Сатоші, Youichi) |
| Boku no Hero Academia                   | 5 (Хорікоші Кохей, Неда Хірофумі, Фурухаші Хідеюкі, Курт Беттен, Акіяма Йоко) |
| Haruhi Suzumiya                         | 5 (Таніґава Наґару, Мідзуно Макото, Цуґано Ґаку, Puyo, Eretto) |
| The Apothecary Diaries                  | 5 (Хюуґа Нацу, Курата Міноджі, Нанао Іцукі, Шіно Тока, Nekokurage) |
| Golgo 13                                | 4+ (Сайто Такао, Койке Кадзуо, Міяма Юкіо, Saito Production) |
| Cardcaptor Sakura                       | 4 (Clamp) |
| Food Wars!: Shokugeki no Soma           | 4 (Цукуба Юто, Саекі Шюн, Іто Мічіко, Асатокі Таїкі) |
| Gantz                                   | 4 (Оку Хіроя, Осакі Томочіхо, Лізука Кейта, Каґецу Джін) |
| Himitsu Series                          | 4 (Учіяма Ясуко, Якота Токуо , Фуджікі Терумі, Лізука Йошінарі) |
| Sukeban Deka                            | 4 (Вада Шінджі, Муронада Саорі, Фукуй Ашібі,Іхара Сай) |
| Tsubasa: Reservoir Chronicle            | 4 (Clamp) |
| To Aru Majutsu no Index                 | 4 (Кадзума Камачі, Коґіно Чуя, Кока Міджін, Hibipon) |
| Ansatsu Kyōshitsu                       | 3 (Мацуй Юсей, Ватанабе Кідзуку, Аото Джьо) |
| Aa! Megami-sama                         | 3 (Фуджішіма Косуке, Аокі Ухей, Йошідзукі Кумічі) |
| Blue Lock                               | 3 (Канешіро Мунеюкі, Номура Юсуке, Санномія Кота) |
| Crayon Shin-chan                        | 3 (Усуй Йошіто, Нішівакі Датто, Цукахара Йоічі) |
| Chihayafuru                             | 3 (Юкі Суецуґу, Токіюмі Юї, Чьода Ото) |
| Cat's Eye                               | 3 (Хіджьо Цукаса, Накамеґуро Сакура, Асай Шін) |
| Kindaichi Shōnen no Jikenbo             | 3 (Канарі Йодзабуро, Амаґі Сеймару, Сато Фумія) |
| Master Keaton                           | 3 (Урасава Наокі, Наґасакі Такаші, Кацушіка Хокусей) |
| Pokémon Adventures                      | 3 (Кусака Хіденорі, Mato, Ямамото Сатоші) |
| The Promised Neverland                  | 3 (Шірай Кайу, Демідзу Посука, Міядзакі Шюхей) |
| Tokyo Revengers                         | 3 (Вакуй Кен, Фунацу Шінпей, Кавагучі Юкінорі) |
| Ace of Diamond                          | 2 (Тераджіма Юджі, Окада Юкі) |
| Ashita no Joe                           | 2 (Каджівара Іккі, Чіба Тецуя) |
| Aoashi                                  | 2 (Кобаяші Юґо, Уено Наохіко) |
| Boys Be...                              | 2 (Ітабаші Масахіро, Тамакоші Хіроюкі) |
| Dragon Ball                             | 2 (Торіяма Акіра, Toyotarō) |
| Death Note                              | 2 (Оба Цуґумі, Обата Такеші) |
| Dear Boys                               | 2 (Яґамі Хірокі, Сакура Тацуке) |
| Eyeshield 21                            | 2 (Інаґакі Рійчіро, Мурата Юсуке) |
| Emblem Take 2                           | 2 (Кінчі Кадзумаса, Ватанабе Джюн) |
| Futari Ecchi                            | 2 (Акі Кацу, Monkey Chop) |
| Fisherman Sanpei                        | 2 (Яґучі Такао, Тацузава Кацумі) |
| Frieren: Beyond Journey's End           | 2 (Ямада Канехіто, Абе Цукаса) |
| Giant Killing                           | 2 (Цунамото Масая, Tsujitomo) |
| Hikaru no Go                            | 2 (Хотта Юмі, Обата Такеші) |
| Haikyu!!                                | 2 (Фурудате Харуїчі, Retsu) |
| Jigoku Sensei Nūbē                      | 2 (Макура Шьо, Окано Такеші) |
| Minami no Teiō                          | 2 (Тенноджі Дай, Ґо Рікія) |
| Magi: The Labyrinth of Magic            | 2 (Охтака Шінобу, Охера Йошіфумі) |
| Negima! Magister Negi Magi              | 2 (Акамацу Кен, Фуджіма Такуя) |
| Oishinbo                                | 2 (Карія Тецу, Ханасакі Акіра) |
| One-Punch Man                           | 2 (One, Мурата Юсуке) |
| Oshi no Ko                              | 2 (Акасака Ака, Йокоярі Менґо) |
| Rurouni Kenshin                         | 2 (Вацукі Нобухіро, Куросакі Кавору) |
| Shōnen Shōjo Nippon no Rekishi          | 2 (Кодама Кота, Шьоджі Аракава) |
| The Chef                                | 2 (Цуґуріна Май, Като Тодаші) |
| Tsuribaka Nisshi                        | 2 (Ямасакі Джюдзо, Кітамі Кенічі) |
| Vagabond                                | 2 (Іноуе Такехіко, Йошікава Ейджі) |
| Worst                                   | 2 (Такахаші Хіроші, Судзукі Дай) |
| Yu-Gi-Oh!                               | 2 (Такахаші Кадзукі, Іто Акіра) |

### Аудиторія
У списку представлені всі цільові аудиторії, найбільше всього сьонен-манґ, розрахованих на підлітків та юнаків від 12 до 18 років, а найменше – кодомо, призначених для дітей до 12 років.
| Сьонен  | 114 |
| Сейнен  | 67  |
| Сьодзьо | 27  |
| Дзьосей | 6   |
| Кодомо  | 5   |

#### Аудиторія однієї манґи
У списку представлено 22 франшиз, що мають кілька цільових аудиторій. Зокрема, Neon Genesis Evangelion, Saiyuki, Shaman King та Saint Seiya охоплюють одразу три категорії цільової аудиторії. Це пов'язано з тим, що спочатку перша публікувалася в сьонен-журналі Monthly Shōnen Ace, друга — в Monthly GFantasy, а дві останні — в Weekly Shōnen Jump. Після переходу манґи Saiyuki від Square Enix до Ichijinsha в 2003 році серія, ймовірно через зростання популярності серед жіночої аудиторії, продовжила виходити в дзьосей-журналі Monthly Comic Zero Sum. У 2004 році манґа була призупинена на один рік, а згодом була передана видавництву сьодзьо-манґи Comic Zero Sum WARD. Ближче до завершення Neon Genesis Evangelion манґу було перенесено видавництвом Kadokawa Shoten до його нового сейнен-журналу — Young Ace. Франшизи Saint Seiya, Shaman King та Neon Genesis Evangelion почали охоплювати інші категорії після того, як її спінофи почали виходити в сейнен-журналах Champion Red та Jump X, а також у сьодзьо-журналах Princess, Nakayoshi та Asuka відповідно.
| Saint Seiya                    | 3 (Сьонен, Сейнен, Сьодзьо)  |
| Shaman King                    | 3 (Сьонен, Сейнен, Сьодзьо)  |
| Saiyuki                        | 3 (Сьонен, Сьодзьо, Дзьосей) |
| 3×3 Eyes                       | 2 (Сьонен, Сейнен)           |
| Boys Be...                     | 2 (Сьонен, Сейнен)           |
| Bastard!!                      | 2 (Сьонен, Сейнен)           |
| Captain Tsubasa                | 2 (Сьонен, Сейнен)           |
| Cat's Eye                      | 2 (Сьонен, Сейнен)           |
| Devilman                       | 2 (Сейнен, Кодомо)           |
| Futari Ecchi                   | 2 (Сейнен, Дзьосей)          |
| Fairy Tail                     | 2 (Сьонен, Сьодзьо)          |
| Great Teacher Onizuka          | 2 (Сьонен, Сейнен)           |
| Haruhi Suzumiya                | 2 (Сьонен, Сьодзьо)          |
| Hoshin Engi                    | 2 (Сьонен, Сейнен)           |
| JoJo's Bizarre Adventure       | 2 (Сьонен, Сейнен)           |
| Jigoku Sensei Nūbē             | 2 (Сьонен, Сейнен)           |
| Kindaichi Shōnen no Jikenbo    | 2 (Сьонен, Сейнен)           |
| Kinnikuman                     | 2 (Сьонен, Сейнен)           |
| Kaze Densetsu: Bukkomi no Taku | 2 (Сьонен, Сейнен)           |
| Mazinger Z                     | 2 (Сьонен, Сейнен)           |
| Seito Shokun!                  | 2 (Сьодзьо, Дзьосей)         |

### Видавництва
У списку представлено 25 видавництв, причому 13 франшиз мали кілька видань.
| Shueisha              | 71 |
| Kodansha              | 54 |
| Shogakukan            | 40 |
| Akita Shoten          | 14 |
| Hakusensha            | 7  |
| Square Enix           | 6  |
| Nihon Bungeisha       | 3  |
| Tokuma Shoten         | 3  |
| Enix                  | 2  |
| Futabasha             | 2  |
| Kadokawa Shoten       | 2  |
| Shinchosha            | 2  |
| Shōnen Gahōsha        | 2  |
| Ushio Shuppansha      | 2  |
| Emotion               | 1  |
| Fusosha Publishing    | 1  |
| LEED Publishing       | 1  |
| Coamix                | 1  |
| Dynamic Planning      | 1  |
| Hero's Inc.           | 1  |
| Ichijinsha            | 1  |
| Jitsugyo no Nihon Sha | 1  |
| Kobunsha              | 1  |
| Media Factory         | 1  |
| Village Books         | 1  |

#### Видавництва однієї манґи
| Mazinger Z          | 10 (Shueisha, Kodansha, Akita Shoten, Tokuma Shoten, Shogakukan, Fusosha Publishing, Dynamic Planning, Emotion, Hero's Inc., Village Books) |
| Hokuto no Ken       | 5 (Shueisha, Shogakukan, Shinchosha, Tokuma Shoten, Coamix)                                                                                 |
| Kujaku Ō            | 3 (Shueisha, Shogakukan, LEED Publishing)                                                                                                   |
| Angel Heart         | 2 (Shinchosha, Tokuma Shoten) |
| Crows               | 2 (Kodansha, Akita Shoten) |
| Dokaben             | 2 (Weekly Shōnen Champion, Shōnen Big Comic)                                                                                                |
| Dragon Quest        | 2 (Shueisha, Enix) |
| Devilman            | 2 (Kodansha, Akita Shoten) |
| Fullmetal Alchemist | 2 (Enix, Square Enix) |
| Ginga Densetsu Weed | 2 (Nihon Bungeisha, Shueisha) |
| Space Cobra         | 2 (Shueisha, Media Factory) |
| Saiyuki             | 2 (Square Enix, Ichijinsha) |
| Saint Seiya         | 2 (Shueisha, Akita Shoten) |

### Журнали
У списку представлено 156 журнали, причому 83 франшиз публікувалися у кількох з них.
| Weekly Shōnen Jump                             | 56 |
| Weekly Shōnen Magazine                         | 25 |
| Weekly Shōnen Sunday                           | 19 |
| Big Comic                                      | 13 |
| Weekly Young Jump                              | 11 |
| Shōnen Jump+                                   | 10 |
| Weekly Young Magazine                          | 10 |
| Hana to Yume                                   | 9  |
| Shōgaku ninensei                               | 7  |
| Morning                                        | 7  |
| Margaret                                       | 7  |
| Jump Square                                    | 7  |
| Weekly Shōnen Champion                         | 7  |
| V Jump                                         | 6  |
| Gangan Comics                                  | 5  |
| Magazine Pocket                                | 5  |
| Weekly Manga Goraku                            | 5  |
| Bessatsu Shōnen Magazine                       | 4  |
| Champion Red                                   | 4  |
| Monthly Shōnen Champion                        | 4  |
| Monthly Comic Zenon                            | 4  |
| Monthly Shōnen Magazine                        | 4  |
| Magazine Special                               | 4  |
| Nakayoshi                                      | 4  |
| Princess                                       | 4  |
| Saikyō Jump                                    | 4  |
| Ultra Jump                                     | 4  |
| Young Ace                                      | 4  |
| Evening                                        | 3  |
| Grand Jump                                     | 3  |
| Monthly Flowers                                | 3  |
| Monthly Comic Zero Sum                         | 3  |
| Manga Action                                   | 3  |
| Manga One                                      | 3  |
| Miracle Jump                                   | 3  |
| Super Jump                                     | 3  |
| Weekly Comic Bunch                             | 3  |
| Tonari no Young Jump                           | 3  |
| Young Animal                                   | 3  |
| Young Champion                                 | 3  |
| Bōken Ō                                        | 2  |
| Be Love                                        | 2  |
| CoroCoro Comic                                 | 2  |
| Comic Tom                                      | 2  |
| Comic Ran                                      | 2  |
| Comic Days                                     | 2  |
| Comic BomBom                                   | 2  |
| Cookie                                         | 2  |
| Hana LaLa Online                               | 2  |
| Manga Park                                     | 2  |
| Monthly GFantasy                               | 2  |
| Monthly Shōnen Ace                             | 2  |
| Monthly Afternoon                              | 2  |
| Monthly Magazine Z                             | 2  |
| Sho-Comi                                       | 2  |
| Sunday Webry                                   | 2  |
| Ribon                                          | 2  |
| Weekly Playboy                                 | 2  |
| Asahi Shimbun                                  | 1  |
| Asuka                                          | 1  |
| Business Jump                                  | 1  |
| Big Comic Zōkan                                | 1  |
| Big Comic Superior                             | 1  |
| Bessatsu Shōnen Champion                       | 1  |
| Bears Club Natsunogo                           | 1  |
| Captain Tsubasa Magazine                       | 1  |
| Comic Walker                                   | 1  |
| Comic Heaven                                   | 1  |
| Comiplex                                       | 1  |
| Doraemon Club                                  | 1  |
| e Young Magazine                               | 1  |
| Fukunichi Shinbun                              | 1  |
| Fresh Jump                                     | 1  |
| Gintama app                                    | 1  |
| Kiss                                           | 1  |
| Kerokero Ace                                   | 1  |
| Manga Town                                     | 1  |
| Manga Crayon Shin-chan.com                     | 1  |
| Monthly Fairy Tail Magazine                    | 1  |
| Monthly Animal House                           | 1  |
| Monthly Shōnen Sirius                          | 1  |
| Monthly Denplay Comic                          | 1  |
| Monthly Comic Flapper                          | 1  |
| Monthly Dragon Age                             | 1  |
| Monthly Big Comic Spirits                      | 1  |
| Monthly Action                                 | 1  |
| Mandala                                        | 1  |
| Melody                                         | 1  |
| MiChao!                                        | 1  |
| Morning Open Zōkan                             | 1  |
| Niconico Manga                                 | 1  |
| RunRun                                         | 1  |
| Shōnen                                         | 1  |
| Shōnen Magazine Special                        | 1  |
| Shū Play News                                  | 1  |
| Shu 2 Comic Gekkin                             | 1  |
| Shufunotomo                                    | 1  |
| Shogakukan's Separate Grade Learning Magazines | 1  |
| Shōjo Friend                                   | 1  |
| Shōnen King                                    | 1  |
| Shōnen Magazine Edge                           | 1  |
| Shōgakusei Book                                | 1  |
| Shōnen Sunday Extra Edition                    | 1  |
| Silky                                          | 1  |
| Swan Magazine                                  | 1  |
| Suiyōbi no Sirius                              | 1  |
| Pokémon Fan                                    | 1  |
| JoJo Magazine                                  | 1  |
| Jump X                                         | 1  |
| Jump Live                                      | 1  |
| The Sneaker                                    | 1  |
| TV Magazine                                    | 1  |
| TV Land                                        | 1  |
| Televi-kun                                     | 1  |
| Ura Sunday                                     | 1  |
| Weekly Manga Sunday                            | 1  |
| Web Action                                     | 1  |
| Young King                                     | 1  |
| Yawaraka Spirits                               | 1  |
| Yoiko                                          | 1  |
| Yōchien                                        | 1  |
| YanJan!                                        | 1  |

#### Журнали однієї манґи
| Doraemon                                | 13 (Yoiko, Yōchien, Shogaku Ichi-nensei, Shogaku Ni-nensei, Shogaku San-nensei, Shogaku Yo-nensei, Shogaku Go-nensei, Shogaku Roku-nensei, Televi-kun, Shōgakukan BOOK (Shōgakusei Book), Shōnen Sunday Extra Edition, CoroCoro Comic, Doraemon Club) |
| Mazinger Z                              | 12 (Weekly Shōnen Jump, TV Magazine, Bōken Ō, TV Land, Champion Red, Shōnen Big Comic, Weekly Young Jump, Bears Club Natsunogo, Magazine Special, Monthly Magazine Z, Shu 2 Comic Gekkin, Comiplex)                                                   |
| Devilman                                | 11 (Weekly Shōnen Magazine, Monthly Shōnen Magazine, Bōken Ō,Shōnen Magazine Special, Mandala, Champion Red, Comic Heaven, Comic BomBom, Monthly Young Magazine, Monthly Magazine Z, Suiyōbi no Sirius)                                               |
| Saint Seiya                             | 8 (Weekly Shōnen Jump, V Jump, Champion Red, Champion Red Ichigo, Princess, Weekly Shōnen Champion, Kerokero Ace, Manga Cross) |
| Kinnikuman                              | 7 (Weekly Shōnen Jump, Shū Play News, Fresh Jump, Weekly Playboy, V Jump, Ultra Jump Egg, Ultra Jump) |
| Patalliro!                              | 7 (Hana to Yume, (Planet Zōkan), Bessatsu Hana to Yume, Melody, Hana LaLa Online, Manga Park, The Hana to Yume) |
| Boys Be...                              | 6 (Weekly Shōnen Magazine, MiChao!, Magazine Special, Evening, Monthly Dragon Age, Weekly Manga Goraku) |
| Cobra                                   | 5 (Weekly Shōnen Jump, Super Jump, Monthly Comic Flapper, Comic Walker, Niconico Manga) |
| Fushigi Yûgi                            | 5 (Sho-Comi, Perfect World Fushigi Yûgi, Rinka, Flowers Zōkan Flowers) |
| Haruhi Suzumiya                         | 5 (Monthly Shōnen Ace, The Sneaker, Young Ace, Comp Ace, Altima Ace) |
| JoJo's Bizarre Adventure                | 5 (Weekly Shōnen Jump, Ultra Jump, Shōnen Jump+, Bessatsu Margaret, JoJo Magazine) |
| Kujaku Ō                                | 5 (Weekly Young Jump, Monthly Young Jump, Comic Ran, (Twins), Monthly Big Comic Spirits) |
| Pokémon Adventures                      | 5 (CoroCoro Comic, Pokémon Fan, Club Sunday, Sunday Webry, Shogakukan's Separate Grade Learning Magazines) |
| Sakigake!! Otokojuku                    | 5 (Weekly Shōnen Jump, Weekly Playboy, Super Jump, (Oh Super Jump), Weekly Manga Goraku) |
| Terra Formars                           | 5 (Miracle Jump, Weekly Young Jump, Jump X, Tonari no Young Jump, Grand Jump) |
| 3×3 Eyes                                | 4 (Young Magazine Kaizokuban, Weekly Young Magazine, e Young Magazine, Monthly Young Magazine) |
| Boku no Hero Academia                   | 4 (Weekly Shōnen Jump, Shōnen Jump+, Jump Giga, Saikyō Jump) |
| D.Gray-man                              | 4 (Weekly Shōnen Jump, Jump Square (SQ.Crown, SQ.Rise)) |
| Dragon Quest                            | 4 (Weekly Shōnen Jump, V Jump, Saikyō Jump, Monthly Shōnen Gangan) |
| Fairy Tail                              | 4 (Weekly Shōnen Magazine, Nakayoshi, Monthly Fairy Tail Magazine, Magazine Pocket) |
| Gantz                                   | 4 (Weekly Young Jump, Miracle Jump, Shōnen Jump+, YanJan!) |
| Hokuto no Ken                           | 4 (Weekly Shōnen Jump, Big Comic Superior, Weekly Comic Bunch, Monthly Comic Zenon) |
| Jigoku Sensei Nūbē                      | 4 (Weekly Shōnen Jump, Grand Jump, Saikyō Jump, Shōnen Jump+) |
| Shōnen Ashibe                           | 4 (Weekly Young Jump, Monthly Action, Web Action, Manga Action) |
| Bastard!!                               | 3 (Weekly Shōnen Jump, (Specials), Ultra Jump) |
| Crayon Shin-chan                        | 3 (Weekly Manga Action, Manga Town, Manga Crayon Shin-chan.com) |
| Captain Tsubasa                         | 3 (Weekly Shōnen Jump, Grand Jump, Captain Tsubasa Magazine) |
| Crows                                   | 3 (Monthly Shōnen Champion, Weekly Shōnen Champion, Bessatsu Shōnen Magazine) |
| Fruits Basket                           | 3 (Hana to Yume, Hana LaLa Online, Manga Park) |
| Food Wars!: Shokugeki no Soma           | 3 (Weekly Shōnen Jump, Shōnen Jump+, Jump Giga) |
| Golgo 13                                | 3 (Big Comic, Big Comic Zōkan Manga One) |
| Gintama                                 | 3 (Weekly Shōnen Jump, Jump Giga, Gintama app) |
| Great Teacher Onizuka                   | 3 (Weekly Shōnen Magazine, Weekly Young Magazine, Magazine Pocket) |
| Ginga Densetsu Weed                     | 3 (Weekly Manga Goraku, Weekly Shōnen Jump, Business Jump) |
| Futari Ecchi                            | 3 (Young Animal, Young Animal Arashi, Silky) |
| Hana no Keiji                           | 3 (Weekly Shōnen Jump, Weekly Comic Bunch, Monthly Comic Zenon) |
| Kindaichi Shōnen no Jikenbo             | 3 (Weekly Shōnen Magazine, Evening, Comic Days) |
| Kaguya-sama: Love Is War                | 3 (Miracle Jump, Weekly Shōnen Jump, Tonari no Young Jump) |
| Saiyuki                                 | 3 (Monthly GFantasy, Monthly Comic Zero Sum, Comic Zero Sum WARD) |
| Magi: The Labyrinth of Magic            | 3 (Weekly Shōnen Sunday, Ura Sunday, Manga One) |
| Neon Genesis Evangelion                 | 3 (Monthly Shōnen Ace, Young Ace, Asuka) |
| Negima! Magister Negi Magi              | 3 (Weekly Shōnen Magazine, Bessatsu Shōnen Magazine, Magazine Special) |
| The Apothecary Diaries                  | 3 (Shufunotomo, Monthly Big Gangan, Monthly Sunday Gene-X) |
| The Promised Neverland                  | 3 (Weekly Shōnen Jump, Jump Giga, Shōnen Jump+) |
| Ushijima the Loan Shark                 | 3 (Big Comic Spirits, Yawaraka Spirits, Manga One) |
| Worst                                   | 3 (Monthly Shōnen Champion, Weekly Shōnen Champion, Young Champion) |
| Yowamushi Pedal                         | 3 (Monthly Shōnen Champion, Bessatsu Shōnen Champion, Princess) |
| Angel Heart                             | 2 (Weekly Comic Bunch, Monthly Comic Zenon) |
| Ansatsu Kyōshitsu                       | 2 (Weekly Shōnen Jump, Saikyō Jump) |
| Ace of Diamond                          | 2 (Weekly Shōnen Magazine, Magazine Pocket) |
| Berserk                                 | 2 (Monthly Animal House, Young Animal) |
| Blue Lock                               | 2 (Weekly Shōnen Magazine, Bessatsu Shōnen Magazine) |
| Blue Exorcist                           | 2 (Jump Square (SQ.19)) |
| Chainsaw Man                            | 2 (Weekly Shōnen Jump, Shōnen Jump+) |
| Chameleon                               | 2 (Weekly Shōnen Magazine, Monthly Shōnen Magazine) |
| Cat's Eye                               | 2 (Weekly Shōnen Jump, Monthly Comic Zenon) |
| Dragon Ball                             | 2 (Weekly Shōnen Jump, V Jump) |
| Fisherman Sanpei                        | 2 (Weekly Shōnen Magazine, Evening) |
| Glass no Kamen                          | 2 (Hana to Yume, Bessatsu Hana to Yume) |
| Haikyu!!                                | 2 (Weekly Shōnen Jump, Shōnen Jump+) |
| Himitsu Series                          | 2 (Science and Learning, Otona no Kagaku) |
| Hana Yori Dango                         | 2 (Margaret, Shōnen Jump+) |
| Jujutsu Kaisen                          | 2 (Weekly Shōnen Jump, Jump Giga) |
| Kuroko no Basuke                        | 2 (Weekly Shōnen Jump, Jump Giga) |
| Kyō Kara Ore Wa!!                       | 2 (Shōnen Sunday S, Weekly Shōnen Sunday) |
| Kaze Densetsu: Bukkomi no Taku          | 2 (Weekly Shōnen Magazine, Monthly Young Magazine) |
| Parasyte                                | 2 (Morning Open Zōkan, Monthly Afternoon) |
| Rurouni Kenshin                         | 2 (Weekly Shōnen Jump, Jump Square) |
| Rave Master                             | 2 (Weekly Shōnen Magazine, Comic BomBom) |
| Sazae-san                               | 2 (Fukunichi Shinbun,Asahi Shimbun) |
| Seito Shokun!                           | 2 (Shōjo Friend, Be Love) |
| Sailor Moon                             | 2 (Nakayoshi, RunRun) |
| Shonan Junai Gumi                       | 2 (Weekly Shōnen Magazine, Monthly Shōnen Champion) |
| Shōnan Bakusōzoku                       | 2 (Shōnen King, Young Champion) |
| Sukeban Deka                            | 2 (Hana to Yume, Princess) |
| To Aru Majutsu no Index                 | 2 (Monthly Shōnen Gangan, Monthly Denplay Comic) |
| Tokyo Revengers                         | 2 (Weekly Shōnen Magazine, Magazine Pocket) |
| Tokyo Ghoul                             | 2 (Weekly Young Jump, Jump Live) |
| Tokimeki Tonight                        | 2 (Ribon, Cookie) |
| Tsubasa: Reservoir Chronicle            | 2 (Weekly Shōnen Magazine, Magazine Special) |
| The Prince of Tennis                    | 2 (Weekly Shōnen Jump, Jump Square) |
| That Time I Got Reincarnated as a Slime | 2 (Monthly Shōnen Sirius, Comic Ride) |
| The Fable                               | 2 (Weekly Young Magazine, Comic Days) |

### Виноски
1. ↑  「ジャンプ図書館」開催　50年分のジャンプが無料で読める. ITmedia News (яп.). 26 лютого 2018. Архів оригіналу за 14 липня 2018. Процитовано 10 лютого 2019.
2. ↑  Сталевий Алхімік. Наша ідея. Процитовано 12 березня 2025.
3. ↑  Токійські месники. Наша ідея. Процитовано 12 березня 2025.
4. ↑  Синя тюрма. Наша ідея. Процитовано 12 березня 2025.
5. ↑  Монолог Травниці. LANTSUTA. Процитовано 12 березня 2025.
6. ↑  П’ять наречених-близнят. Наша Ідея. Процитовано 12 березня 2025.
7. ↑  Темний дворецький. MAL'OPUS. Процитовано 12 березня 2025.
8. ↑  Проводжальниця Фрірен. Наша ідея. Процитовано 12 березня 2025.
9. ↑  Атака титанів. Artbooks. Процитовано 19 липня 2025.
10. ↑  Fairy Tail. Artbooks. Процитовано 9 серпня 2025.
11. ↑  One Piece Manga Sets Guinness World Record With Over 500 Million Published (англ.). ANN. Процитовано 6 березня 2025.
12. ↑  ドラえもん 作品概要 (PDF) (яп.). Shogakukan. Процитовано 6 березня 2025.
13. ↑  さいとう・たかを×秋本治対談や「のたり松太郎」誕生秘話など、BCで4号連続企画 (яп.). Natasha, Inc. Процитовано 6 березня 2025.
14. ↑  コナン声優に〝同期〟の沢村一樹 テレビ放送開始の96年に俳優デビュー 4.14公開、映画「名探偵コナン 黒鉄の魚影」 (яп.). Chunichi Shimbun. Процитовано 6 березня 2025.
15. ↑  なぜ黒人男性はドラゴンボールが好きなのか？. GIGAZINE (яп.). 18 листопада 2017. Архів оригіналу за 2 квітня 2019. Процитовано 10 лютого 2019.
16. ↑  Akira Toriyama (2 листопада 2018). "DRAGON BALL" jump best scene TOP 10 (Shueisha Mook) (яп.). Shueisha. ISBN 9784081022717. Архів оригіналу за 25-01-2019. Процитовано 10 лютого 2019.
Зображення з книги, на яких стверджується про продаж 250 мільйонів копій по всьому світу. Див.  [Архівовано 10 лютого 2019 у Wayback Machine.], див.  [Архівовано 10 лютого 2019 у Wayback Machine.]
  - Посилання на Amazon  [Архівовано 10 лютого 2019 у Wayback Machine.]
  - Посилання на Ebay  [Архівовано 25.01.2019, у Wayback Machine.]
  - cdjapan Link [Архівовано 19.01.2019, у Wayback Machine.]
  - Shueisha Site link (необхідна підписка) [Архівовано 25 січня 2019 у Wayback Machine.]
17. ↑  やっぱり国産漫画はすごかった！日本の漫画＆漫画家に与えられたギネス記録. Naver Matome (яп.). 11 квітня 2018. Архів оригіналу за 10 лютого 2019. Процитовано 10 лютого 2019.
18. ↑  “Dragon Ball Z Resurrection F” Won the Japan Academy Prize for Best Animated Film at the 39th Japan Academy Awards!. Toei Animation. 10 березня 2016. Архів оригіналу за 24 січня 2019. Процитовано 10 лютого 2019. [Архівовано 2019-01-24 у Wayback Machine.]
19. ↑  Shueisha Establishes New Department Focused on Dragon Ball. Anime News Network. 13 жовтня 2016. Архів оригіналу за 18 вересня 2018. Процитовано 10 лютого 2019.
20. ↑  集英社：「ドラゴンボール室」を新設　コンテンツの拡大・最適化狙い. MANTAN-WEB.JP (яп.). 12 жовтня 2016. Архів оригіналу за 24 січня 2019. Процитовано 10 лютого 2019.
21. ↑  Toei Animation to Make ‘Dragon Ball Super’ Series. Variety. 29 квітня 2015. Архів оригіналу за 23 січня 2019. Процитовано 10 лютого 2019.
22. ↑  劇場版「ドラゴンボール」LAプレミア開催！野沢雅子は「全人類に見て欲しい. eiga.com (яп.). 13 квітня 2015. Архів оригіналу за 24 січня 2019. Процитовано 10 лютого 2019.
23. ↑  2013's Dragon Ball Z: Battle of Gods Film Story Outlined. Anime News Network. 3 грудня 2012. Архів оригіналу за 7 грудня 2018. Процитовано 10 лютого 2019.
24. ↑  Dragon Ball Z Introduction. Toei Animation (яп.). 2012. Архів оригіналу за 7 грудня 2018. Процитовано 10 лютого 2019.
25. ↑  Johnson, G. Allen (16 січня 2019). ‘Dragon Ball Super: Broly,’ 20th film of anime empire, opens in Bay Area. San Francisco Chronicle. Архів оригіналу за 16 січня 2019. Процитовано 10 лютого 2019.
26. ↑  Booker, M. Keith (2014). Comics through Time: A History of Icons, Idols, and Ideas. ABC-CLIO. с. xxxix. ISBN 9780313397516. Архів оригіналу за 10 лютого 2019. Процитовано 6 лютого 2019.
27. ↑  よりスピーディーに、より迫力を増して復活する「ドラゴンボール改」in TAF2009. Livedoor News (яп.). Livedoor. 21 березня 2009. Архів оригіналу за 16 серпня 2018. Процитовано 10 лютого 2019.
28. ↑  映画「ドラゴンボール」テーマソングは浜崎あゆみ. MSN Sankei News. 10 грудня 2008. Архів оригіналу за 12 грудня 2008. Процитовано 10 лютого 2019. [Архівовано 2008-12-12 у Wayback Machine.]
29. ↑  ピッコロは緑だけど触角なし……実写『ドラゴンボール』映像. Oricon News (яп.). 15 грудня 2008. Архів оригіналу за 16 серпня 2018. Процитовано 10 лютого 2019.
30. 1 2 3  Top Manga Properties in 2008 - Rankings and Circulation Data. Comipress. 31 грудня 2008. Архів оригіналу за 24 січня 2012. Процитовано 10 лютого 2019.
31. ↑  『NARUTO』初の全世界人気キャラ投票の結果発表 1位はナルトの父・波風ミナトで作者驚き (яп.). Oricon News. Процитовано 6 березня 2025.
32. ↑  #About Slam Dunk (яп.). The First Slam Dunk Film Partners. Процитовано 6 березня 2025.
33. ↑  生成AIで「ブラック・ジャック」新作を AIの創造性はどこまで人間に迫れるか？ (яп.). NHK. Процитовано 12 березня 2025.
34. ↑  Davis, Northrop (2015). Manga and Anime Go to Hollywood. Bloomsbury Publishing USA. ISBN 9781623560386. Архів оригіналу за 10 лютого 2019. Процитовано 6 лютого 2019. Black Jack [...] 176 million
35. 1 2  Shueisha Media Guide 2014 少年コミック誌・青年コミック誌 [Boy's & Men's Comic Magazines] (PDF) (яп.). Shueisha. с. 2. Архів оригіналу (PDF) за 30 квітня 2014. Процитовано 10 лютого 2019. [Архівовано 2014-04-30 у Wayback Machine.]
36. ↑  「鬼滅の刃」累計1億5000万部を突破！3月には塗絵帳が2冊同時発売 (яп.). Comic Natalie. Процитовано 7 березня 2025.
37. ↑  Crayon Shin-chan Manga Tops 148 Million Copies in Circulation Globally (англ.). ANN. Процитовано 6 березня 2025.
38. ↑  舞台『進撃の巨人』初の海外公演決定 10月にニューヨークで諫山創「一味違う」 (яп.). Oricon News. Процитовано 6 березня 2025.
39. ↑  Oishinbo Manga Goes on Hiatus After Fukushima Controversy (англ.). ANN. Процитовано 17 червня 2025.
40. ↑  お探しのページは移動もしくは削除された可能性があります。 (яп.). SC Digital Co., Ltd. Процитовано 6 березня 2025.
41. ↑  Bleach 千年血戦篇：キービジュアルに護廷十三隊の隊長陣、星十字騎士団集結 PVでユーハバッハのせりふも (яп.). Mantan Web. Процитовано 6 березня 2025.
42. ↑  『ジョジョ』第9部のコミックス第1巻発売 カレンダー企画も実施 (яп.). Oricon News. Процитовано 6 березня 2025.
43. ↑  『キングダム』累計1億1000万部突破 連載約19年で到達!コミックス第74巻発売へ (яп.). Oricon News. Процитовано 6 березня 2025.
44. ↑  Fujishima, Sorasaku (1990). ja:戦後マンガ民俗史 (яп.). Kawai Publishing. с. 328, 360. ISBN 978-4879990242.
45. ↑  「強さ」を追求(もと)め続けて1億部ッ!!「刃牙」シリーズ累計発行部数1億部突破ッッ!! 1億突破を記念して、範馬勇次郎(cv：大塚明夫)からのコメント入りスペシャルPV＆18金製フィギュア販売決定！ (яп.). Akita Shoten. Процитовано 6 березня 2025.
46. ↑  武論尊 ： 「北斗の拳」実は綱渡りだった　26年ぶり伏線回収に「出しきった」 (1/2). Mainichi Shimbun Digital (яп.). 19 квітня 2014. Архів оригіналу за 20 квітня 2014. Процитовано 10 лютого 2019. [Архівовано 2014-04-20 у Wayback Machine.]
47. ↑  漫画『はじめの一歩』累計1億部突破 連載34年で作者・森川ジョージ氏「全て皆様のおかげです」 (яп.). Oricon News. Процитовано 6 березня 2025.
48. ↑  芥見下々「呪術廻戦」6年半の連載を経て本日完結、単行本はシリーズ累計1億部を突破 (яп.). Comic Natalie. Процитовано 7 березня 2025.
49. ↑  【特報】祝・「金田一」シリーズ累計1億部突破!! この快挙を記念し「金田一1億部突破ポスター」のPDFデータを無料公開します！ (яп.). Kodansha. Процитовано 6 березня 2025.
50. ↑  「僕のヒーローアカデミア」発行部数が1億部突破、堀越耕平の描き下ろしイラスト到着 (яп.). Comic Natalie. Процитовано 7 березня 2025.
51. ↑  ja:傑作純愛ラブストーリー「タッチ」が、長澤まさみさん主演で実写化! (яп.). Toho. 13 грудня 2004. Архів оригіналу за 3 березня 2009. Процитовано 10 лютого 2019.
52. ↑  『キャプテン翼』続編、10月放送開始 ジュニアユース編PV公開でシュナイダー役は福山潤 (яп.). Oricon News. Процитовано 7 березня 2025.
53. ↑  Shimizu, Isao (1999). ja:図説・漫画の歴史. Kawade Shobō Shinsha. с. 111—112. ISBN 978-4309726113.
54. ↑  Hunter x Hunter hiatus returns: What’s next for the manga and game (англ.). Times of India. Процитовано 17 червня 2025.
55. ↑  冨樫義博展の開催が決定。『ハンターハンター』『幽遊白書』『レベルE』など名作原画が一挙公開。冨樫先生直筆メッセージも到着 (яп.). Famitsu. Процитовано 6 березня 2025.
56. ↑  Takehiko Inoue: The Vagabond hiatus interviews (англ.). Процитовано 17 червня 2025.
57. ↑  Your Favourite Manga Isn’t More Important Than The Creator’s Health (англ.). Kotaku. Архів оригіналу за 16 липня 2022. Процитовано 17 червня 2025.
58. ↑  ja:コンテンツビジネス概論‐12 (PDF) (яп.). Ritsumeikan University. 13 грудня 2012. с. 12. Архів оригіналу (PDF) за 22 лютого 2014. Процитовано 10 лютого 2019. [Архівовано 2014-02-22 у Wayback Machine.]
59. ↑  20周年の『鋼の錬金術師』に新展開!? 朴璐美、釘宮理恵が出演する記念特別番組の配信が決定! (яп.). Dengeki Online. Процитовано 6 березня 2025.
60. ↑  スマホアプリ『三国志ロワイヤル』が横山光輝「三国志」と再びコラボ！ (яп.). ASCII Games. Процитовано 7 березня 2025.
61. ↑  『東京リベンジャーズ』続編制作決定でPV公開 童話ミニアニメ化した新企画も発表 (яп.). Oricon News. Процитовано 7 березня 2025.
62. ↑  累計発行部数7,800万部の国民的人気漫画『キン肉マン』 原作45周年記念　キン肉マン POP UP SHOP BY ヨドバシカメラ マルチメディア梅田開催決定！ 開催期間：2024/9/28(土)～2024/11/3(日) (яп.). Atpress. Процитовано 6 березня 2025.
63. ↑  TVアニメ「銀魂」人気エピソード再編集上映「銀魂オンシアター2D 金魂篇」11月23日(土)新宿バルト9にて、キャスト3名が登壇しての上映記念舞台挨拶＆ライブビューイングが開催決定！！ (яп.). Bandai Namco Pictures. Процитовано 6 березня 2025.
64. 1 2  迷ったら読者を取れ――漫画家・真島ヒロを「仕事の鬼」に変えたクリエイティブの原点 (яп.). Livedoor News. Процитовано 6 березня 2025.
65. ↑  るろうに剣心：25周年記念展覧会が2021年1月開催　和月伸宏描き下ろし原画、逆刃刀・真打も (яп.). Mantan Web. Процитовано 6 березня 2025.
66. 1 2 3  ja:漫画の登場人物の顔の分析 (PDF) (яп.). Ямаґатський університет. February 2011. с. 121—122. Архів (PDF) оригіналу за 20 грудня 2013. Процитовано 10 лютого 2019. [Архівовано 2013-12-20 у Wayback Machine.]
67. ↑  Businesses. Square Enix. 25 квітня 2018. Архів оригіналу за 22 вересня 2014. Процитовано 10 лютого 2019.
68. ↑  ハイキュー！！：コミックス累計7000万部突破　完結後も人気衰えず　ファン感謝イベント「ハイキュー！！ FAN PARK」2025年6月開催 (яп.). Mantan Web. Процитовано 7 березня 2025.
69. ↑  本日発売雑誌・コミック入荷のお知らせ (англ.). Процитовано 1 квітня 2025.
70. ↑  ja:花より男子 ： ラブコメの金字塔が12年ぶり連載スタート　「少年ジャンプ+」で新シリーズ. Mainichi Shimbun Digital (яп.). 10 лютого 2015. Архів оригіналу за 18 березня 2015. Процитовано 10 лютого 2019. [Архівовано 2015-03-18 у Wayback Machine.]
71. ↑  作者急逝の「ベルセルク」、完結へ向け新刊 親友の漫画家が監修 (яп.). Asahi Shimbun Digital. Процитовано 6 березня 2025.
72. ↑  難問『テニプリ』試験に猛者402人困惑 手塚&不二の担当声優も苦笑い「知るか!」 (яп.). Архів оригіналу за 14 грудня 2019. Процитовано 7 березня 2025.
73. ↑  GeNERACEとグリー、週刊少年ジャンプの人気作品「ろくでなしBLUES」のソーシャルゲームを配信決定. Ashi Shimbun Digital (яп.). 1 серпня 2013. Архів оригіналу за 23 лютого 2014. Процитовано 10 лютого 2019.
74. ↑  しげの秀一原作の漫画・アニメ作品。漫画『頭文字D（イニシャルD）』は、1995年に講談社「ヤングマガジン」で連載開始。18年間で全48巻を刊行、累計発行部数5,600万部を突破し、ストリートレーシングの伝説的作品として今なお多くのファンに愛されている。 (яп.). Kodansha. Процитовано 7 березня 2025.
75. 1 2 3 4 5 6 7 8  ja:歴代発行部数ランキング (яп.). Manga Zenkan. Архів оригіналу за 29 жовтня 2018. Процитовано 10 лютого 2019.
76. ↑  4月15日はアニメ『らんま1/2』の放送開始日。いま振り返れば「完璧すぎる」声優陣 (яп.). Magmix. Процитовано 6 березня 2025.
77. ↑  秋アニメ『七つの大罪 黙示録の四騎士』先行プレミア上映会開催、追加声優・大塚明夫さん発表！ OPテーマはLittle Glee Monster、EdはMoonchildが担当 (яп.). Animate Times. Процитовано 7 березня 2025.
78. ↑  待望の新章連載開始！川原正敏『陸奥圓明流外伝 修羅の刻 酒呑童子』編開幕！ (яп.). Kodansha. Процитовано 6 березня 2025.
79. ↑  ja:ミナミの帝王（122） (яп.). Nihon Bungeisha. Архів оригіналу за 17 жовтня 2013. Процитовано 10 лютого 2019.
80. ↑  漫画「浦安鉄筋家族」が地域へ恩返し 浦安を駆け回って30周年 (яп.). The Asahi Shimbun. Процитовано 7 березня 2025.
81. ↑  ja:歴代発行部数ランキング (яп.). Manga Zenkan. Архів оригіналу за 29 жовтня 2018. Процитовано 10 лютого 2019.
82. ↑  ja:永井豪原作の漫画『デビルマン』を湯浅監督が新作アニメとして映像化！ティザービジュアル＆特報解禁!!. Dengeki Hobby Web (яп.). 16 березня 2017. Архів оригіналу за 17 березня 2017. Процитовано 10 лютого 2019.
83. ↑  「釣りキチ三平」の原画など紹介 矢口さん画業５０年展 秋田・横手のまんが美術館 (яп.). Kahoku. Архів оригіналу за 6 червня 2021. Процитовано 7 березня 2025.
84. ↑  Glass Mask Author Confirms She Will Continue Series to Finale After Betsuhana Ends Publication (англ.). ANN. Процитовано 17 червня 2025.
85. ↑  貫地谷しほり、北島マヤ役に感涙「とにかく頑張る」 『ガラスの仮面』5度目の舞台化 (яп.). Oricon. 14 травня 2014. Архів оригіналу за 21 липня 2015. Процитовано 10 лютого 2019.
86. ↑  ja:「金田一少年」、「神の雫」の原作者が株と家族の小説. Asahi Shimbun Digital (яп.). 16 листопада 2007. Архів оригіналу за 21 лютого 2014. Процитовано 10 лютого 2019. [Архівовано 2014-02-21 у Wayback Machine.]
87. ↑  大人気作品とのコラボレーション！「Tカード（犬夜叉）」10月2日（金）より店頭発行受付スタート!! (яп.). Shogakukan Production. Процитовано 6 березня 2025.
88. ↑  Nana's Ai Yazawa Puts Manga on Hold Due to Illness (англ.). ANN. Процитовано 17 червня 2025.
89. ↑  矢沢あい『天使なんかじゃない』から『Nana』への道筋 「りぼん」脱却で見出した作家性とは？ (яп.). Real Sound. Процитовано 6 березня 2025.
90. ↑  【連載開始40周年「コブラ」】前代未聞！ 王様ゲームを融合したカルタを発売！ (яп.). Sonorite Co., Ltd. Процитовано 7 березня 2025.
91. ↑  TVアニメ『聖闘士星矢』獅子座のアイオリア＆水瓶座のカミュの35周年ダイジェスト映像が公開！ 公式サイトにて、描き下ろしビジュアルが公開 (яп.). Animate Times. Процитовано 7 березня 2025.
92. ↑  漫画『シュート!』を動画化 カラー&音声付きで久保先輩"奇跡の11人抜き"も描 (яп.). Oricon News. Процитовано 7 березня 2025.
93. ↑  島耕作が相談役退任、会社去る 「ハツシバ」時代から半世紀勤務 (яп.). Asahi. Процитовано 7 березня 2025.
94. ↑  石田スイ展のイントロダクションとしてビデオコラージュが来場客を出迎える‼ 石田スイのイラスト約710点×TK（凛として時雨）書き下ろし楽曲が豪華コラボ！ (яп.). Shogakukan-Shueisha Productions. Процитовано 7 березня 2025.
95. ↑  小栗旬ら『クローズZERO』卒業に「感無量」パート2は興収40億狙えるスタート. Variety Japan (яп.). 11 квітня 2009. Архів оригіналу за 15 квітня 2009. Процитовано 10 лютого 2019.
96. ↑  月刊少年マガジン（講談社）にて連載中の『DEAR BOYS Act.4』（作：八神ひろき）の公式アカウントです。シリーズ連載33年、累計発行部数4600万部！ 舞台は名門・湘南大相模高校。３年エース・布施と新入部員達の全国に向けた挑戦をお見逃しなく！　最新第17巻、好評発売中！ (яп.). Kodansha. Процитовано 8 березня 2025.
97. ↑  2022年、「美少女戦士セーラームーン」30周年プロジェクトが始動した (яп.). Comic Natalie. Процитовано 7 березня 2025.
98. ↑  なぜ『静かなるドン』は電子書籍で爆売れしているのか!? 昭和、平成の連載漫画が令和の今も色褪せない理由（後編 (яп.). Shueisha Online. Архів оригіналу за 20 березня 2023.
99. ↑  「ブルーロック」公式人気投票の結果は？【2024年最新版】 (англ.). Abema Times. Процитовано 1 квітня 2025.
100. ↑  「GTO」の主人公・鬼塚英吉と弾間龍二の湘南最強コンビ「鬼爆」の高校時代を描き、累計発行部数4500万部を誇る青春のバイブル「湘南純愛組！」。 (яп.). Eiga.com. Процитовано 8 березня 2025.
101. ↑  全世界シリーズ累計4500万部＆アニメ累計視聴数30億回突破！　「小説家になろう」でもついに10億PV突破の超人気転生エンターテインメント！　『転生したらスライムだった件』第3期2024年4月5日より、いよいよ放送!! (яп.). Kodansha. Процитовано 8 березня 2025.
102. ↑  「ダイヤのA」作者が語る高校野球 決勝で登板回避「漫画も超えた」 (яп.). The Asahi Shimbun. Процитовано 7 березня 2025.
103. ↑  The Promised Neverland Manga Reaches Over 42 Million Copies in Circulation Worldwide (англ.). ANN. Процитовано 8 березня 2025.
104. ↑  BE-BOP-HIGHSCHOOL DVDコレクション (яп.). Toei Video. Архів оригіналу за 22 лютого 2014. Процитовано 10 лютого 2019.
105. ↑  キャラクターコラボ事例 vol.34 石川県 × クッキングパパ (яп.). Kodansha Manga IP Search by C-Station. Процитовано 7 березня 2025.
106. ↑  「月刊プリンセス」にて1976年〜現在まで連載を続け、累計発行部数4000万部を誇る 『王家の紋章』がついに帝国劇場の舞台に登場します (яп.). Akita Shoten. Процитовано 8 березня 2025.
107. ↑  "Gintama" Director Yuichi Fukuda Helms TV Drama Adaptation of Thug Comedy Manga "Kyo Kara Ore Wa!!" (англ.). Crunchyroll. Процитовано 3 квітня 2025.
108. ↑  『薬屋のひとりごと』シリーズ累計4,000万部突破！ (яп.). Imagica Infos. Процитовано 8 березня 2025.
109. ↑  三浦宏規、舞台『のだめカンタービレ』千秋役で不安 世間の反応怖い「玉木さんじゃないんかい!(笑)」 (яп.). Oricon News. Процитовано 7 березня 2025.
110. ↑  林原めぐみ、 TVアニメ『Shaman King』主題歌 シングル OP・EDテーマのタイトル＆ ジャケ写とアーティスト写真を解禁 (яп.). Japan Music Network. Архів оригіналу за 4 березня 2021. Процитовано 8 березня 2025.
111. ↑  『SPY×FAMILY』第3期は来年10月放送決定 お祝いイラスト公開!コミックス累計3800万部突破 (яп.). Oricon News. Процитовано 9 березня 2025.
112. ↑  アニメ「君に届け」12年の時を経て続編制作！能登麻美子＆浪川大輔が続投 制作はI.G (яп.). Comic Natalie. Процитовано 7 березня 2025.
113. ↑  黒執事：テレビアニメ新シリーズ「寄宿学校編」 キービジュアルにセバスチャンとシエル P4も (яп.). Mantan Web. Процитовано 7 березня 2025.
114. ↑  訃報　加藤唯史先生、逝去のおしらせ (яп.). nihonbungeisha.co.jp. Процитовано 17 червня 2025.
115. ↑  その後も、不定期掲載が続くなど不動の人気を確立。全60巻・累計3500万部を売り上げたミリオンセラーコミックです。 (яп.). Gadget News. Архів оригіналу за 18 квітня 2021.
116. ↑  日本の漫画家、多田かおるによる漫画作品『イタズラなKiss』は1990年発売以来、アジア各国で人気を呼び、世界で累計3500万部を発行。 (яп.). Akatsuki. Процитовано 7 березня 2025.
117. ↑  【#本宮ひろ志 が描く痛快サラリーマン道】『#サラリーマン金太郎』1巻 金太郎、入社する。編が本日、全国のコンビニほかで発売開始！伝説のサラリーマン爆誕！暴走族から大手ゼネコンのサラリーマンに、型破りな矢島金太郎が風雲を巻き起こす！ (яп.). Процитовано 8 березня 2025.
118. ↑  倖田來未×高橋留美子『うる星やつら』コラボMV公開！「観るたびに泣けてしまいます (яп.). M-ON! Music. Архів оригіналу за 6 листопада 2020.
119. ↑  祝20周年！不良たちの熱い生き様を描いた高橋ヒロシの傑作コミック「WORST」その強烈なサブキャラクターにスポットを当てた企画展「WORST展～戸亜留市タウンマップ～」開催！ (яп.). Crazy Bump. Процитовано 7 березня 2025.
120. ↑  シリーズ累計3333万部超のメガヒットとなった本作の 連載30周年を記念して、原画展開催決定!! (яп.). 3x3 Eyes Gengaten. Процитовано 7 березня 2025.
121. ↑  伝説の不良漫画『疾風伝説 特攻の拓』が、令和の世に“復刻版“として登場！ 2023年2月20日(月)より毎月2冊ずつ刊行開始!! 名ゼリフの数々を見逃すな！ (яп.). 伝説の不良漫画『疾風伝説 特攻の拓』が、令和の世に“復刻版“として登場！ 2023年2月20日(月)より毎月2冊ずつ刊行開始!! 名ゼリフの数々を見逃すな！. Процитовано 8 березня 2025.
122. ↑  発行部数は累計3,250万部を突破（デジタル版を含む）、海外版は台湾・中国・タイ・マレーシア・韓国でも出版されました (яп.). Chiba Jets Funabashi. Процитовано 8 березня 2025.
123. ↑  「ワンパンマン」32巻発売で全4種類のメタリックカードを書店で配布 (яп.). Comic Natalie. Процитовано 8 березня 2025.
124. ↑  沈黙の艦隊：かわぐちかいじの人気マンガがPrime video製作で実写映画化 大沢たかおが主人公・海江田四郎に 9月29日公開 (яп.). Mantan Web. Процитовано 8 березня 2025.
125. ↑  【弱虫ペダル3点同時発売!!!】 弱虫ペダル93巻 弱虫ペダル93巻特装版 弱虫ペダルSPARE BIKE 14巻 弱虫ペダル93巻は3年生になった坂道VS真波!! スペアバイク14巻は福富寿一の語られざる過去編!! どちらも見逃せません 特装版は大満足小冊子のバースデーブック(1)付き！必読です!! (яп.). Процитовано 8 березня 2025.
126. ↑  漫画『黒子のバスケ』文庫化で7月よりBOX発売 連載ネーム本なども収録 (яп.). Oricon News. Процитовано 7 березня 2025.
127. ↑  電撃文庫『とある魔術の禁書目録』全24巻が1日限定で無料に！ (яп.). Dengeki Online. Процитовано 8 березня 2025.
128. ↑  『地球の歩き方』と『宇宙兄弟』がスペシャルコラボ！　『宇宙兄弟』ゆかりの地をめぐりながら、地球＆宇宙を旅する夢のガイドブックが1月25日に発売！ (яп.). Gekken. Процитовано 8 березня 2025.
129. ↑  9 Great Manga That Are On Indefinite Hiatus (англ.). Game Rant. Процитовано 17 червня 2025.
130. ↑  ja:『ケセランパサラン』＆『カメレオン』2月1日より配信 (яп.). Animate. 26 січня 2011. Архів оригіналу за 22 лютого 2014. Процитовано 10 лютого 2019.
131. ↑  『チェンソーマン』劇場版レゼ篇、来年公開 2種類のビジュアル&特報映像が解禁 (яп.). Oricon News. Процитовано 8 березня 2025.
132. ↑  ja:DEATH NOTE ： 日テレで今夏連ドラ化決定　ニアも登場. Mainichi Shimbun Digital. 20 квітня 2015. Архів оригіналу за 22 квітня 2015. Процитовано 10 лютого 2019. [Архівовано 2015-04-22 у Wayback Machine.]
133. ↑  【漫画レビュー】鳥山明先生の「Dr.スランプ」はやっぱりすごい！ #マンガ部 (яп.). Baila. Процитовано 14 березня 2025.
134. ↑  Roundup of Newly Revealed Print Counts for Manga, Light Novel Series - November 2018. Anime News Network. 2 грудня 2018. Архів оригіналу за 3 грудня 2018. Процитовано 10 лютого 2019.
135. ↑  銀牙伝説WEEDオリオン（5） (яп.). Nihon Bungeisha. Архів оригіналу за 22 лютого 2014. Процитовано 10 лютого 2019.
136. ↑  7月上演の舞台「銀牙 -流れ星 銀-」～絆編～ のビジュアルが解禁　平川和宏が出演決定. 2.5ジゲン!!. 21 лютого 2019. Процитовано 22 липня 2025.
137. ↑  ja:がきデカ (яп.). Shogakukan Production. Архів оригіналу за 16 листопада 2017. Процитовано 10 лютого 2019.
138. ↑  ヤングチャンピオン大人気連載作、立原あゆみの「仁義 零」 最終回をもって、ついに「JINGI」シリーズが完結！ 完結を祝して松平健、竹内力ら著名人の激励コメント掲載！ (яп.). Atpress. Процитовано 8 березня 2025.
139. ↑  東京ドームシティ Gallery AaMo（ギャラリー アーモ）にて『逆境回顧録 大カイジ展』開催 (яп.). Tokyo Dome Corporation. Процитовано 7 березня 2025.
140. ↑  「休みを取って行かなくちゃ！」天野明、初の原画展開催決定に公式サイトが一時アクセス不能になるほどの大反響. Da Vinci (яп.). Kadokawa Shoten. 12 липня 2016. Архів оригіналу за 20 січня 2018. Процитовано 10 лютого 2019.
141. ↑  なんか、さっきからチラチラめにはいるんですが、ポケスペが世界累計発行部数が１億5千万部ってどっから出たデマですか。3000万部行ったか行ってないかですよ。 (яп.). Процитовано 8 березня 2025.
142. ↑  . 紙・デジタル★シリーズ累計3,000万部突破!! (яп.). Процитовано 7 березня 2025.
143. ↑  夏だ！グルメだ！冒険だ！ピッコマで8/31（木）まで、“食”をテーマにした伝説のバトルマンガ「トリコ」が696話「¥0＋」で読める デイリーマンガランキングTOP独占・規格外の人気配信 (яп.). Kakao Piccoma. Процитовано 7 березня 2025.
144. ↑  Ushio & Tora Supernatural Battle Manga Gets TV Anime. Anime News Network. 2 лютого 2015. Архів оригіналу за 2 лютого 2015. Процитовано 10 лютого 2019.
145. ↑  浦沢氏は累計発行部数 3000 万部を突破した自身の作品の１カットを添え「古賀稔彦さんの柔道がなければ Yawara!はありえませんでした」と古賀さんに感謝。 (яп.). Tokyo Sports. Процитовано 8 березня 2025.
146. ↑  Futari H Manga Has 27 Million Copies in Print in Japan, 2.5 Million Overseas. Anime News Network. 22 лютого 2018. Архів оригіналу за 25 березня 2018. Процитовано 10 лютого 2019.
147. ↑  「ちはやふる」7月にドラマ化、映画から10年後の世界を描くオリジナルストーリー (яп.). Comic Natalie. Процитовано 9 березня 2025.
148. ↑  中川大志：実写「ゴールデンカムイ」で鯉登少尉に　「自分にしかできない、と自負しています」 (яп.). Mantan Web. Процитовано 8 березня 2025.
149. ↑  地獄先生ぬ～べ～：26年ぶりアニメ化　2025年に新アニメ　新作読み切りも (яп.). Mantan Web. Процитовано 7 березня 2025.
150. ↑  初代湘爆"始動！「湘南爆走族」のルーツ描く新連載がヤンチャンで開幕 (яп.). Comic Natalie. Архів оригіналу за 21 травня 2022.
151. ↑  『あさりちゃん』連載35周年、コミックス100巻で完結 (яп.). Oricon News. Процитовано 7 березня 2025.
152. ↑  3/17(月)発売＼ヤンマガ16号の表紙を公開／ 第３部始動――ッ『ザ・ファブル The third secret』が表紙を飾る 新章突入話題沸騰の囲碁漫画 『#伍と碁』、 単行本第2巻好評発売中の 『#INNU-イッヌ-』が巻中カラー (яп.). Процитовано 14 березня 2025.
153. ↑  今夜9時〜『#暗殺教室』放送（一部地域を除く）僕らの「先生」＝「標的(ターゲット)」は謎のタコ型超生物😳奇妙な授業のベルが今、鳴り響く🛎️はたして、生徒たちは卒業までに目的を果たせるのか？そして、意外に生徒想いな“殺せんせー”の真の目的とは？？#山田涼介 #菅田将暉 #山本舞香 (яп.). Fuji TV. Процитовано 7 березня 2025.
154. ↑  『魁!!男塾』が舞台化 塾長・江田島平八は武田幸三 賀集利樹ら肉体派のキャストが集結 (яп.). Toyota Gazoo Racing. Процитовано 7 березня 2025.
155. ↑  【BE・LOVE23号発売中】「放課後カルテ」では、普通の少年がAEDで救命活動をしてます。戸惑い、迷いながら、勇気を出して心肺蘇生とAED措置をする少年。救命士の到着は!? (яп.). Процитовано 7 березня 2025.
156. ↑  稲垣理一郎＆村田雄介「アイシールド21」特別読切が1月29日発売のジャンプに掲載 (яп.). Comic Natalie. Процитовано 7 березня 2025.
157. ↑  高知）ハマちゃんモデル？ 釣りバカ初代編集者黒笹さん (яп.). Asahi Simbun Digital. Процитовано 7 березня 2025.
158. ↑  ja:歴代発行部数ランキング (яп.). Manga Zenkan. Архів оригіналу за 29 жовтня 2018. Процитовано 10 лютого 2019.
159. ↑  時代を超えた超人気漫画完全実写映画化！ (яп.). Toho. Архів оригіналу за 28 лютого 2022.
160. ↑  累計2500万部突破、ファンタジックラブコメの金字塔『ああっ女神さまっ』 (яп.). Kodansha. Процитовано 7 березня 2025.
161. ↑  Blue Exorcist Gets New TV Anime Series (англ.). ANN. Процитовано 8 березня 2025.
162. ↑  D.Gray-man 27 (англ.). Shueisha. Процитовано 7 березня 2025.
163. ↑  発行部数2500万部・『代紋TAKE2』の渡辺潤が、史上最大のスケールで送る超怪作！ (яп.). Процитовано 8 березня 2025.
164. ↑  平和、ぱちんこ新機種「CR烈火の炎」で「今でしょ！」の林修先生が出演する動画5本を公開. Navicon (яп.). 11 червня 2013. Архів оригіналу за 13 листопада 2018. Процитовано 10 лютого 2019.
165. ↑  ふしぎ遊戯　白虎仙記 ４ (англ.). Shogakukan. Процитовано 27 березня 2025.
166. ↑  ja:ほったゆみ ： 「ヒカルの碁」原作者が8年ぶり新作「はじマン」連載　自らマンガ執筆. Mainichi Shimbun Digital (яп.). 16 травня 2013. Архів оригіналу за 4 листопада 2013. Процитовано 10 лютого 2019. [Архівовано 2013-11-04 у Wayback Machine.]
167. ↑  オリエント：「マギ」作者が「マガジン」で新連載 5月30日スタート (яп.). Mantan Web. Процитовано 7 березня 2025.
168. ↑  ja:めぞん一刻（原作） (яп.). Shogakukan Production. Архів оригіналу за 8 червня 2016. Процитовано 10 лютого 2019.
169. ↑  ja:みゆき (яп.). Fuji TV. Архів оригіналу за 5 травня 2007. Процитовано 10 лютого 2019.
170. ↑  全世界11ヶ国＆地域、同時発売決定！ コミック版『新世紀エヴァンゲリオン』完結巻いよいよ発売！ (яп.). Kadokawa Corporation. Процитовано 7 березня 2025.
171. ↑  1978年の連載開始から40年以上も愛され続け、シリーズ累計発行部数が2500万部を超える魔夜峰央原作の超人気漫画『パタリロ！』。 (яп.). Oricon News. Процитовано 7 березня 2025.
172. ↑  寄生獣：韓国ドラマ化 原作と異なる新たな物語 「新感染」ヨン・サンホが監督 Netflixで配信 (яп.). Mantan Web. Процитовано 8 березня 2025.
173. ↑  「BeeTV」内のBeeマンガで、累計発行部数2500万部の超人気ギャグマンガ『行け！稲中卓球部』（原作：古谷実／講談社刊）と、おかざき真理原作の、フジテレビ月9ドラマにもなった人気コミック「サプリ」が2010年9月20日（祝・月）より配信スタートすることが決定した。 (яп.). Animate Times. Процитовано 8 березня 2025.
174. ↑  『最遊記RELOAD BLAST』テレビアニメ化記念！シリーズ全世界累計2,500万部突破の人気アクションまんが『最遊記』をeBookJapanが48時間限定で1～9巻を無料読み放題!! (яп.). Shinchosha. Процитовано 8 березня 2025.
175. ↑  シリーズ累計発行部数約2,380万部(電子版含む)の大人気漫画『金色のガッシュ!!』とのコラボ企画を開催いたします。 (яп.). Crooz. Процитовано 7 березня 2025.
176. ↑  「金色のガッシュ!!」の待望の続編。 たちまち累計（紙書籍のみで）90万部突破‼ (яп.). Процитовано 12 березня 2025.
177. ↑  Ahiru no Sora Manga Enters 'Short Hiatus' (англ.). ANN. Процитовано 17 червня 2025.
178. ↑  Ahiru no Sora Basketball Manga Gets TV Anime. animenewsnetwork.com. Архів оригіналу за 13 липня 2018. Процитовано 10 лютого 2019.
179. ↑  【累計2400万部突破】 最新14巻 3月18日発売です (яп.). Процитовано 8 березня 2025.
180. ↑  「ガンツ」ハリウッドで実写映画化か 作者は「進んでいることを知りませんでした」とツイート (яп.). ITmedia News. Процитовано 7 березня 2025.
181. ↑  AI英語学習アプリ abceed にて、大人気アニメシリーズ『かぐや様は告らせたい-天才たちの恋愛頭脳戦-』の英語吹き替え版配信が決定！Pro会員なら見放題 (яп.). Globee Inc. Процитовано 10 липня 2025.
182. ↑  【アオアシ単行本38集の見本本が届きました！！】 発売は12/26木曜！ そしてそして、M-1を見事2連覇された令和ロマンの髙比良くるまさんよりオビコメントをいただきました！！ 素晴らしいコメント、本当にありがとうございました！！ (яп.). Процитовано 8 березня 2025.
183. ↑  「GIANT KILLING」YouTubeでアニメ第1話を無料公開、本日配信スタート【原作コミックス 最新第66巻発売！】 (яп.). Kodansha. Процитовано 8 березня 2025.
184. ↑  ja:学研の『科学と学習』が電子書籍で復刻　40歳以上には涙モノの学習マンガ. ITmedia (яп.). 10 червня 2018. Архів оригіналу за 6 грудня 2018. Процитовано 10 лютого 2019.
185. ↑  『eBookJapanで「この少女マンガがすごい！」特集公開 黄金時代の少女マンガをランキング形式で紹介 １位は、少女マンガの代名詞 不朽の名作『ベルサイユのばら』（池田理代子） (яп.). eBookJapan. Процитовано 7 березня 2025.
186. ↑  ja:あぶさん ： 長寿野球マンガが41年の歴史に幕　ついにホークス退団. Mainichi Shimbun Digital (яп.). Архів оригіналу за 17 грудня 2014. Процитовано 10 лютого 2019. [Архівовано 2014-12-17 у Wayback Machine.]
187. ↑  Cardcaptorsakura Official Web Site Introduction カードキャプターさくらとは (яп.). Процитовано 8 березня 2025.
188. ↑  アニメ「覇穹 封神演義」のキャラクターたちがスマホゲームで登場 スマートフォン向けゲーム『覇穹 封神演義 ～センカイクロニクル～』5月25日（金）より事前登録受付開始！ (яп.). GMO Internet. Процитовано 8 березня 2025.
189. ↑  『テラフォーマーズ』5年半ぶり連載再開へ 原作者の体調不良で休載も4月4日から掲載 全話無料公開の企画実施 (яп.). Oricon News. Процитовано 7 березня 2025.
190. ↑  🆕書籍📚㊗️累計2100万部超🎉『#ハヤテのごとく! 完全版』13巻は好評発売中‼️ (яп.). Процитовано 8 березня 2025.
191. ↑  "サミーが「CRルーキーズ」発売" (яп.). Pachinko Village. Архів оригіналу за 2 червня 2021. Процитовано 9 березня 2025.
192. ↑  YouTube「闇金ウシジマくん」チャンネルで『肉蝮伝説』1巻分まるごと動画化&無料公開！ (яп.). Shogakukan. Процитовано 8 березня 2025.
193. ↑  全世界シリーズ累計2040万部 「ソウルイーター」(著:大久保篤) が完全版となって大絶賛発売中! が完全版となって大絶賛発売中! (яп.). Monthly Shōnen Gangan. Процитовано 8 березня 2025.
194. ↑  小学館が「学習まんが 少年少女日本の歴史」電子版全24巻を無料公開 KADOKAWAも「ビリギャル」「星のカービィ」「魔女の宅急便」など400タイトル (яп.). ITmedia. Процитовано 7 березня 2025.
195. ↑  累計発行部数2000万部の大ヒット作 (яп.). Akita Shoten. Процитовано 8 березня 2025.
196. ↑  X Japan、手塚治虫名作「ブッダ」主題歌書き下ろし (яп.). Comic Natalie. Процитовано 8 березня 2025.
197. ↑  キャッツ・アイ：美人3姉妹役発表「原作知らない」に会場びっくり (яп.). Mantan Web. Процитовано 8 березня 2025.
198. ↑  不良親父が息子に転生！？累計2,000万部突破の超人気不良漫画『CUFFS 傷だらけの地図』が期間限定イッキ読み掲載！！ (яп.). Процитовано 8 березня 2025.
199. ↑  ミステリと言う勿れ １５ (яп.). Shogakukan. Процитовано 8 березня 2025.
200. ↑  炎炎ノ消防隊：テレビアニメ第3期「参ノ章」制作 初のスマホゲームも (яп.). Mantan Web. Процитовано 8 березня 2025.
201. ↑  食戟のソーマテレビアニメの朝陽役に福山潤 第5期「豪の皿」のキーパーソン (яп.). Mainichi Shimbun Digital. Архів оригіналу за 22 березня 2020.
202. ↑  Go! Go! Loser Ranger! Anime New Trailer Announces 2024 Premiere (англ.). Crunchyroll. Процитовано 16 червня 2025.
203. ↑  Haruhi Suzumiya Light Novel Series Has 20 Million Copies in Print Worldwide (англ.). ANN. Процитовано 8 березня 2025.
204. ↑  刀都・関市で「関鍛冶伝承館×花の慶次 ～関鍛冶と戦国日本刀展～」開催！ (яп.). IWATE NIPPO CO., LTD. Процитовано 8 березня 2025.
205. ↑  ハーレムものラブコメは進化する 瀬尾公治「女神のカフェテラス」（第132回） (яп.). The Asahi Shimbun. Процитовано 8 березня 2025.
206. ↑  『Masterキートン』20年ぶりの完全新作発売！ (яп.). ddnavi. Архів оригіналу за 18 березня 2021. Процитовано 8 березня 2025.
207. ↑  【8月2試合】マジンガーZ×愛媛FC コラボイベント開催！ (яп.). Ehime FC. Процитовано 8 березня 2025.
208. ↑  浦沢直樹原作の「MONSTER」がハリウッドで実写映画化。 (яп.). NariNari. 5 квітня 2005. Архів оригіналу за 22 лютого 2014. Процитовано 10 лютого 2019.
209. ↑  ja:魔法先生ネギま! ： 累計2000万部の人気ラブコメディー　連載9年で幕. Mainichi Shimbun Digital (яп.). 8 лютого 2012. Архів оригіналу за 10 лютого 2012. Процитовано 10 лютого 2019.
210. ↑  【推しの子】完結で連載4年半に幕 記念企画発表!赤坂アカ原作の新連載が来春開始 (яп.). Oricon News. Процитовано 8 березня 2025.
211. ↑  シリーズ累計2,000万部超 (яп.). Leed Publishing. Процитовано 8 березня 2025.
212. ↑  春場ねぎ「五等分の花嫁」 大屋根広場 (яп.). Yomiuri Shimbun. Процитовано 8 березня 2025.
213. ↑  累計２０００万部作品『天は赤い河のほとり』の篠原千絵氏」 (яп.). Shogakukan. Процитовано 8 березня 2025.
214. ↑  ゴマちゃんが江ノ島へ！アニメ復活を記念した特別企画『湘南アシベ』がスタート (яп.). Livedoor NEWS. Архів оригіналу за 1 серпня 2016. Процитовано 10 лютого 2019.
215. ↑  ja:スケバン刑事 コードネーム＝麻宮サキ (яп.). TV Tokyo. Архів оригіналу за 21 лютого 2014. Процитовано 10 лютого 2019.
216. ↑  Swan ―白鳥― モスクワ編 第１巻 1 (яп.). Heibonsha. Процитовано 9 березня 2025.
217. ↑  『黄昏流星群』ラベルのシングルモルト・ウイスキーは12月10日（木）昼12時に発売開始!! (яп.). Shogakukan. Процитовано 8 березня 2025.
218. ↑  『東京大学物語』がアニメDVDに!　酒井若菜、井上和香、磯山さやかが妄想される? (яп.). ASCII Media Works. 17 січня 2004. Архів оригіналу за 22 лютого 2014. Процитовано 10 лютого 2019.
219. ↑  Tsubasa Reservoir Chronicle Commemorative Day. Anime News Network. 10 травня 2009. Архів оригіналу за 23 лютого 2014. Процитовано 10 лютого 2019.
220. ↑  Lo sapevate che? Curiosità e aneddoti su anime e manga (gennaio 2022) (італ.). AnimeClick. Процитовано 13 березня 2025.
221. ↑  Saiyuki Gaiden Returns (англ.). ANN. Процитовано 13 березня 2025.
222. ↑  月刊Comic ZERO SUM 2006年 4月 增刊 WARD. nepic.net (яп.). Процитовано 13 березня 2025.
223. ↑  Kadokawa to Launch Young Ace Magazine with Eva in July (Update 2) (англ.). ANN. Процитовано 16 липня 2025.
224. ↑  Saint Seiya Gets 'Episode Zero' Manga Next Month (англ.). ANN. Процитовано 15 липня 2025.
225. ↑  Shaman King to Return in New Short Manga in November (Updated) (англ.). ANN. Процитовано 15 липня 2025.
226. ↑  Masami Kurumada, Seira Shimotsuki to Launch New Saint Seiya Shōjo Spinoff Manga (англ.). ANN. Процитовано 15 липня 2025.
227. ↑  Shaman King Manga Gets Shōjo Spinoff About Kanna, Matilda, Marion (англ.). ANN. Процитовано 15 липня 2025.
228. ↑  [Asuka] (англ.). ANN. Процитовано 16 липня 2025.